# Tarnogród
Tarnogródⓘ (em ucraniano: Терногород, em iídiche: ‏טאַרנעגראָד‎, em russo: Тарногродъ) é um município no leste da Polônia. Pertence à voivodia de Lublin, no condado de Biłgoraj. É a sede da comuna urbano-rural de Tarnogród. Ele fica no planalto de Tarnogród, acima dos riachos Nitka e Zolota Nitka. Estende-se por uma área de 10,7 km², com 3 269 habitantes, segundo o censo de 31 de dezembro de 2021, com uma densidade populacional de 305,5 hab./km².
Uma cidade real fundada em 1567, a partir de 1588 uma cidade nobre privada. No século XVI, estava localizada na voivodia da Rutênia. No século XIX, Tarnogród era uma das maiores cidades da Polônia do Congresso, com um comércio significativo. Também na Segunda República Polonesa, o mercado de Tarnogród era um local de comércio para os residentes.
A Tarnogród contemporânea é um centro administrativo e cultural, existem instalações de saúde (incluindo um hospital regional) e instalações de educação (escolas secundárias) na cidade. A cidade é também um centro da pequena indústria metalúrgica (cofres de aço) e indústria alimentícia (principalmente de cereais), bem como um centro de cultivo de tabaco. Graças às assembleias realizadas desde 1975, Tarnogród é chamada de Capital dos Teatros Rurais Poloneses.

## Localização

### Contexto geográfico
Tarnogród está localizada no planalto de Tarnogród, na parte oriental da Bacia de Sandomierz. A cidade situa-se a uma altitude de 208 m, num planalto recortado por profundas ravinas. O rio Złota Nitka (ou Nitka), um afluente esquerdo do Tanew, flui em vários riachos da cidade. Tarnogród é uma das três únicas cidades da voivodia de Lublin (com Biłgoraj e Janów Lubelski) pertencente à região dos Cárpatos. Tarnogród situa-se numa zona tipicamente agrícola, onde também existem depósitos de gás natural. O gás utilizado pelos habitantes de Tarnogród é extraído na mina de Wola Różaniecka.

### Contexto administrativo
Tarnogród (direitos municipais em 1567) e Józefów (direitos municipais em 1725) são as únicas cidades da voivodia de Lublin, que historicamente não estava relacionada com a Terra de Lublin (na Pequena Polônia), mas pertencia à Terra de Przemyśl na Rutênia Vermelha (voivodia da Rutênia). Anteriormente, Tarnogród pertencia ao condado de Przemyśl.
Atualmente, a cidade está localizada na borda sudoeste do condado de Biłgoraj e é a cidade mais ao sul da voivodia de Lublin. Isso significa que está mais perto de Rzeszów na voivodia da Subcarpácia (70 km) do que para a capital da voivodia de Lublin (110 km). A nordeste, a cidade faz fronteira com a comuna de Księżpol e, nos outros lados, é cercada pela área rural da comuna de Tarnogród, que faz fronteira com três condados da voivodia da Subcarpácia — Leżajski, Przeworski e Lubaczów.
No início do século XIX, Tarnogród era uma das maiores cidades da Polônia do Congresso (sétimo lugar entre 481 cidades em 1816). Nos anos 1810–1842, Tarnogród foi a capital do condado de Tarnogród e, em seguida, o centro do distrito de Tarnogród no condado de Zamość. Em 1866, tornou-se parte do recém-criado condado de Biłgoraj. Até 1975, a cidade pertencia à voivodia de Lublin. Das 214 comunas rurais da voivodia de Lublin do pós-guerra, a comuna de Tarnogród era a única a consistir na própria Tarnogród (ou seja, no modelo de comunas urbanas, sem as áreas agrícolas circundantes e outras aldeias). Em 29 de setembro de 1954, foi transformada na gromada de Tarnogród e em 1 de janeiro de 1973 tornou-se sede de uma das 189 comunas rurais da voivodia de Lublin. Em 1 de junho de 1975, a comuna como uma das 58 rurais — foi incorporada a recém-criada voivodia de Zamość. Em 1 de janeiro de 1987, Tarnogród recuperou os direitos de cidade. A partir de então, formou uma unidade administrativa separada (comuna urbana) da comuna rural de Tarnogród, apesar de ter autoridades comunas comuns para ambas as unidades. O Conselho Nacional da Cidade e Comuna de Tarnogród funcionou até 27 de maio de 1990 com base nas disposições que introduzem a Lei do Governo Local. Em 1 de fevereiro de 1991, a cidade e a comuna de Tarnogród foram fundidas em uma comuna urbano-rural para a voivodia de Lublin e o condado de Biłgoraj, Tarnogród retornaram em 1 de janeiro de 1999.

## Disposição espacial

### Planta da cidade

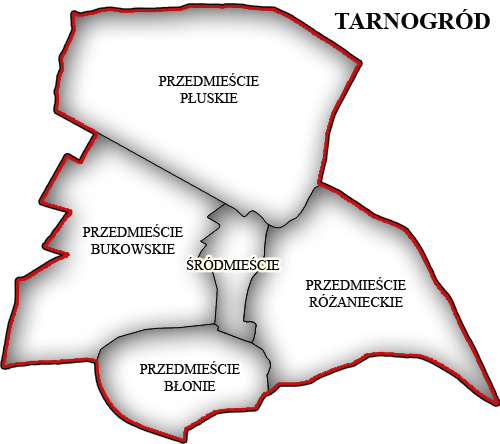
Distritos de Tarnogród

O centro da cidade é a praça principal, onde as estradas provinciais se cruzam: n.º 835 (Norte-Sul na estrada Lublin-Grabownica Starzeńska ) e n.º 863 (Oeste-Leste na estrada Kopki-Ciezanów ). O trecho longitudinal das principais estradas na cidade é de aproximadamente 4,5 km, e o trecho latitudinal — aproximadamente 3,5 km. A rua mais longa da cidade é a rua Maja 1, que se estende por 1,5 km da praça principal até a fronteira sul de Tarnogród. A periferia da cidade é marcada por um sistema de subúrbios. Existem 5 distritos e 55 ruas nomeadas em Tarnogród. De 30 de novembro de 1990 a 30 de maio de 2003, a vizinha Pierogowiec pertenceu a Tarnogród; em 31 de maio de 2003, passou a fazer parte da aldeia de Luchów Górny.
Devido à topografia da cidade, caracterizada por um planalto estreito rodeado por ravinas e voçorocas profundas, Tarnogród desenvolveu-se principalmente ao longo das ruas principais. Edifícios compactos podem ser encontrados apenas no centro urbano (e nos últimos anos na parte oeste de Błonie), as outras áreas são construídas no estilo de edifícios de rua. Tal disposição faz com que Tarnogród tenha acessibilidade limitada entre distritos individuais (falta de estradas vicinais transitáveis) e sua distribuição meridional e a falta de mobilidade urbana resultam em distâncias onerosas e demoradas entre suas periferias. Outra característica desse traçado é a ampla proximidade dos campos (cobrindo parte significativa da área administrativa da cidade), o que teve um impacto positivo no desenvolvimento da agricultura local.
Não há nenhum curso de água importante em Tarnogród, mas prevalece um sistema hidrológico desenvolvido na forma de riachos estreitos, muitos dos quais fluem para fora da cidade. Esses riachos, ocorrendo em três agrupamentos principais (dois ocidentais e um oriental), juntam-se na periferia norte de Tarnogród para formar o rio Złota Nitka. O sistema de riachos cria aqui e ali lagoas; as maiores são os reservatórios na rua Nadstawna na parte noroeste da cidade, enquanto no distrito de Błonie existe um lago chamado Rogalówka, bem como um reservatório artificial. Em Tarnogród geralmente há muito verde, mas não há áreas florestais.

### Edifícios
Os principais edifícios da cidade são casas unifamiliares. A maior (e mais nova) concentração deles está localizada em Przedmieście Błonie. Restam apenas 6 edifícios que confinam com outros edifícios semelhantes que formam a fachada da rua, à maneira de uma casa geminada, em Tarnogród, todos eles localizados na praça principal ou nas suas imediações. Existem 9 blocos de apartamentos na cidade — 4 na praça principal, 4 na propriedade da antiga fazenda estatal (rua Pogodz) e 1 na escola. Apenas um substituto das casas de madeira históricas (muitas vezes pós-judaicas) que datam do século XIX e, excepcionalmente, do século XVIII, foi preservado em Tarnogród. Ao longo dos subúrbios, existem edifícios esporádicos do tipo curral.

### Distritos
Tarnogród é dividida administrativamente em 5 distritos: Śródmieście (centro), Przedmieście Płuskie (norte), Przedmieście Różanieckie (leste), Przedmieście Bukowskie (oeste) e Przedmieście Błonie (sul). O coração de Tarnogród é a praça principal em forma de quadrilátero irregular. O comprimento do lado norte é de aproximadamente 255 m, o lado leste — 165 m, o lado sul — 270 m e o lado oeste — 155 m, dando uma área total de aproximadamente 4 hectares. É uma das maiores praças da Polônia; para comparação, a praça principal de Cracóvia tem 200 × 200 m (mais ou menos a mesma área da praça de Tarnogród) e a praça de Varsóvia tem 90 × 73 m. Antigamente era uma praça uniforme com uma prefeitura central, hoje a praça quadrada é dividida por um sistema de ruas em quatro partes principais. No meio da praça principal, as já mencionadas estradas provinciais se cruzam. Por razões econômicas, é uma vantagem, do ponto de vista da proteção ambiental e da segurança — um incômodo (atualmente, o cruzamento principal está transformado em rotatória; o trânsito na praça também foi regularizado). Além disso, ruas transitáveis percorrem três lados e meio da praça (a parte sudeste das ruas foi desintegrada devido à construção do hospital), incluindo a passagem ao norte do Centro Cultural e a estrada que leva ao hospital. Isso dá um total de 8 ruas com um nome — “Rynek”, o que torna a orientação muito mais difícil.
As casas residenciais estão localizadas ao longo de três fachadas na parte oeste da praça principal, os edifícios públicos dominam no lado leste (um hospital, uma loja de departamentos, um restaurante, escritórios, uma clínica, lojas). A uniformidade da praça é perturbada por vários edifícios erguidos no seu centro — o Centro Cultural, três blocos de apartamentos, uma fábrica de engarrafamento, uma loja de departamentos, uma antiga estação rodoviária (a chamada “Sala de Espera”), pavilhões comerciais e a agência dos correios. Na parte sudoeste da praça há um pequeno parque chamado “Skwer Gryfa” com uma fonte multimídia central no piso, representando as tesouras de Tarnogród e a planta da cidade de 1820; e também há um pouco de vegetação atrás da “Sala de Espera” e ao redor do monumento do papa João Paulo II. O antigo parque selvagem na parte nordeste foi liberado ao custo da construção de uma nova agência postal. A área antes desocupada em frente ao Centro Cultural foi transformada em praça aberta pavimentada em 2011, recuperando seu caráter histórico original. Na nova praça, também foram construídos um palco coberto e uma estátua de dois metros de altura de um galo — símbolo da Assembleia do Teatro Rural.
Da praça principal saem 4 ruas que partem de três esquinas, as chamadas pontas — Kościelna, Kościuszki, Cerkiewna e Targowa (as 2 últimas do canto comum). A praça principal é cercada por pequenas ruas paralelas.

## História

### Visão histórica
- Tarnogród estava situada no local do antigo assentamento de Cierniogród
- Em 14 de maio de 1567, Tarnogród recebeu os direitos de cidade do rei Sigismundo II Augusto — fundador, Stanisław Spytek Tarnowski
- Em 1588, a cidade e as aldeias vizinhas pertencem a Jan Zamoyski
- Em 26 de novembro de 1715, a Confederação antissaxônica de Tarnogród foi fundada
- Em 1722, uma epidemia de cólera matou 200 habitantes de Tarnogród
- Em 1772, a cidade caiu sob o domínio austríaco
- Em 1809, Tarnogród nas fronteiras do Ducado de Varsóvia
- Em 1810, o condado de Tarnogród foi criado com as seguintes cidades: Krzeszów, Frampol, Goraj, Janów Lubelski e Biłgoraj
- Em 1815, Tarnogród como parte da Polônia do Congresso nas fronteiras da Rússia
- Em 1863, parte dos habitantes de Tarnogród participou da Revolta de Janeiro
- Em 1870, Tarnogród perdeu seus direitos de cidade
- Em 1939–1944, ocupação alemã; assassinato da população judaica
- Em 10 de dezembro de 1945, o Tribunal Municipal de Tarnogród foi extinto[18]
- Em 1987, Tarnogród recuperou os direitos da cidade

### Fundação de Tarnogród
Tarnogród foi fundada em um local onde não havia assentamento antes, na área de terras reais sob arrendamento do tenutário Stanisław Zamoyski e depois de seu filho — o chanceler da coroa Jan Zamoyski. A cidade foi fundada em 14 de maio de 1567 pelo rei Sigismundo II Augusto na Sejm Geral em Piotrków. O privilégio de fundação estabeleceu o nome Tarnogród, os limites da cidade e a lei de Magdeburgo que rege o sistema. A cidade foi construída em um planalto cortado por voçorocas profundas; o formato fortificado do local era um lembrete da antiga natureza defensiva da área e da existência do assentamento fortificado de Cierniogród no local. Em 1569, a cidade recebeu o privilégio de non tolerandis Judaeis.
A Tarnogród original tinha a forma de um escudo, construída em torno de uma grande praça irregular e estendendo-se por cerca de 800 metros de estrada. Em primeiro lugar, foram erguidas casas residenciais e uma prefeitura de madeira com salas de reuniões e um bar, dependências e uma prisão. Os edifícios mais antigos de Tarnogród desse período também incluíam um hospital (lar de idosos), a igreja do Espírito Santo de 1569 (a chamada igreja-hospital), a igreja paroquial de 1591 e as termas municipais. A cidade era fechada por três portões, dos quais apenas o Portão Korchowska sobreviveu nos nomes das ruas atuais.
O número de habitantes de Tarnogród em 1589 é estimado com base nos registros fiscais em 700, embora o comparando com o número de casas — parece definitivamente subestimado (1 500 parece ser uma estimativa mais adequada). A população consistia principalmente de poloneses e rutenos, bem como alguns judeus, principalmente envolvidos na agricultura e artesanato ocasional. Mercados semanais e feiras anuais eram realizadas em Tarnogród.

### Propriedade de Zamość

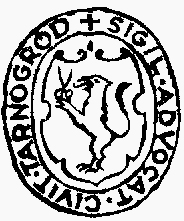
Selo do prefeito da cidade de Tarnogród (1669)

Em 1588, Jan Zamoyski recebeu por seus méritos em vitórias um complexo de propriedades de Krzeszów e Zamch, incluindo Tarnogród. Assim, a Herdade Zamość, recebendo estas áreas em regime de arrendamento perpétuo, tornou-se o seu principal proprietário de fato, o que lhe conferiu o direito de cobrar rendas aos habitantes da cidade (de terrenos, casas, praças, jardins e práticas). Os rendimentos das rendas, para além dos rendimentos das colheitas, tiveram impacto no desenvolvimento da vila no século XVII.
As autoridades em Tarnogród eram detidas pelo prefeito (o primeiro prefeito vitalício da cidade foi Florian Słąka, que deu nome a uma das ruas atuais de Błonie), o prefeito, vereadores e juízes leigos. Essas funções não eram remuneradas, mas privilegiadas (desenvolvimento fiscal). O primeiro selo conhecido de Tarnogród, usado pelo gabinete do prefeito, vem dos registros da igreja de 1669.
Durante este período, muitas novas casas de madeira e outros edifícios públicos foram construídos em Tarnogród, principalmente vários templos: a igreja votiva de São Roque de 1600 a 1624 (como uma reação dos habitantes da cidade às frequentes pestes), a primeira igreja ortodoxa e uma sinagoga. Nos anos 1632–1634, a igreja paroquial católica, incendiada em 1629, foi reconstruída (substituída em 1777 pela igreja de tijolos da Transfiguração).
Os habitantes de Tarnogród nos séculos XVII e XVIII foram dizimados por inúmeras epidemias (1600, 1625, 1703 e 1722 — como resultado desta última, a cólera matou cerca de 200 cidadãos de Tarnogród). O segundo fator que devastou a população nesse período foram os frequentes ataques hostis, por exemplo, de tártaros, cossacos, suecos e húngaros sob o comando de Jorge Rákóczi II. Para sua defesa, a cidade dispunha de apenas um canhão (até 1674). Guardas também foram mantidos nos portões da cidade; soldados desempenhavam esta função. Os soldados eram apoiados pelo tesouro da cidade e sua função adicional era arrecadar impostos, nomear carroças e escoltar criminosos ao tribunal de Zamość.
Em 26 de novembro de 1715, a Confederação de Tarnogród foi fundada em Tarnogród (liderada pelo marechal Stanisław Ledóchowski) — um movimento antissaxão da nobreza, que foi um evento importante na evolução das associações nobres, típico na história da Polônia nos séculos XVII-XVIII.

### Após as partições da Polônia

#### Domínio austríaco (1772–1809)
Devido à primeira partição da Polônia, a cidade caiu para a Áustria. Em 1772, o exército ocupante austríaco ocupou Tarnogród, integrando um novo grupo étnico — os alemães — na comunidade. Eram oficiais do Estado e soldados da guarnição suburbana que rapidamente se familiarizaram com a mistura local de poloneses, rutenos e judeus. Houve um período de germanização — colonos alemães foram trazidos para Tarnogród, ocupando cargos e cargos na cidade com eles. A política antipolonesa de José II Habsburgo resultou no fechamento da Academia Zamość em 1784 (considerada um bastião da língua polonesa), o que resultou na violação dos laços de Tarnogród com Zamość. Sérias mudanças no sistema da cidade levaram à perda de sua autonomia; as pequenas fontes de renda de Tarnogród vinham de arrendamentos de inquilinos e mercados e da função da prefeitura. O período de domínio austríaco, que terminou em 1809, caracterizou-se pelo aumento do número de habitantes.

#### Ducado de Varsóvia (1809–1815)

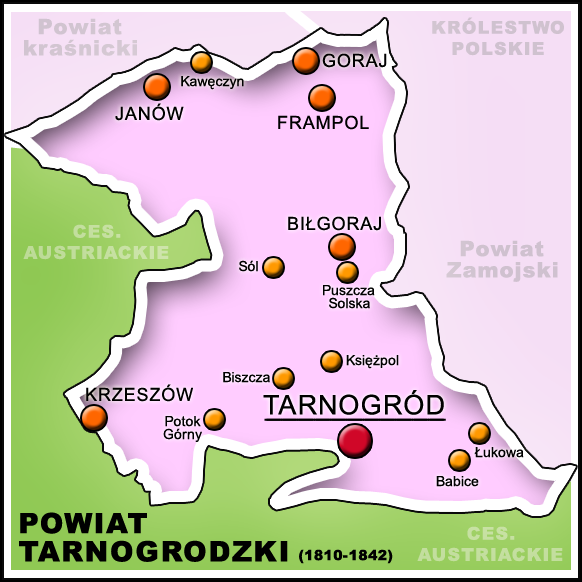
Mapa do condado de Tarnogród (1810–1842)

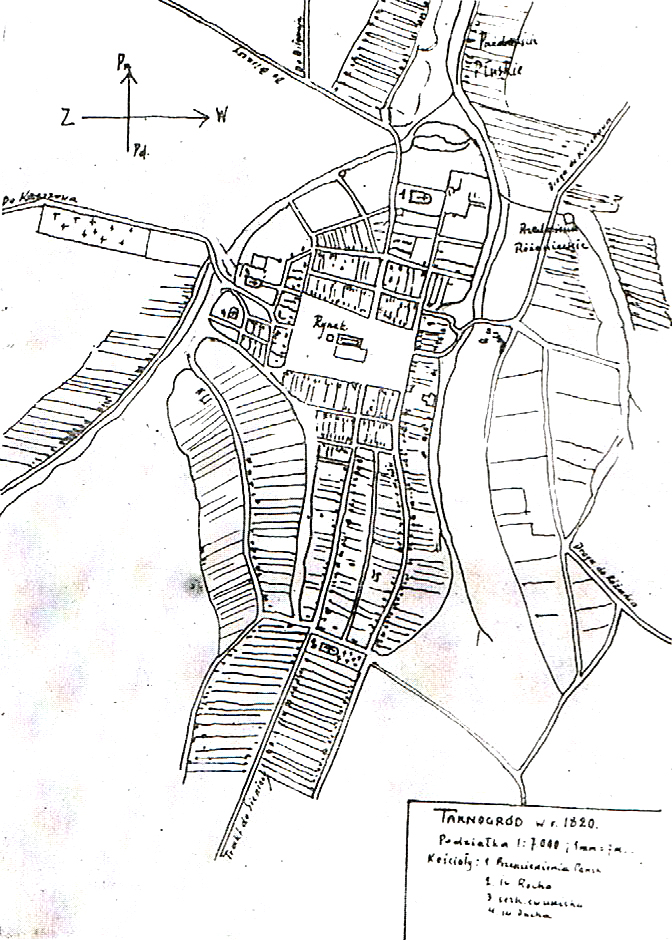
Planta de Tarnogród em 1820. Foi utilizado como elemento decorativo no piso da fonte da praça principal

Em 1809, as tropas polonesas lideradas por Józef Poniatowski capturaram Tarnogród e expulsaram o ocupante. No recém-criado Ducado de Varsóvia, uma nova divisão administrativa foi efetuada, elevando Tarnogród à categoria de cidade do condado (que permaneceu até 1842). Este período caracterizou-se por uma progressiva perda de autonomia e prejuízos para algumas indústrias em consequência do corte da cidade à Galícia (pouca frequência de recém-chegados às feiras ou falta de matéria-prima para a tecelagem). Durante o Ducado de Varsóvia, a escola paroquial de Tarnogród também entrou em declínio, sendo reativada apenas em 1817.

#### Polônia do Congresso (1815–1866)
O resultado do Congresso de Viena em 1815 foi a criação do Reino da Polônia (Polônia do Congresso), permanecendo em união pessoal com o Império Russo — Tarnogród tornou-se uma de suas maiores cidades. Em 1816, das 481 cidades do Reino, Tarnogród ocupava a sétima posição com 3 391 habitantes (depois de Varsóvia — 77 699, Kalisz — 7 256, Lublin — 7 103, Płock — 5 421, Zamość — 4 065 e Piotrków — 3 647); portanto, era maior do que algumas capitais de voivodias.
Em 1842, o condado de Tarnogród foi abolido, incorporando sua área ao condado de Zamość (o tribunal distrital, no entanto, permaneceu em Tarnogród). Houve algumas mudanças na estrutura da cidade, a águia russa de duas cabeças começou a aparecer nos selos oficiais e, em 1841, o rublo passou a ser a moeda oficial.
Na década de 1850, 94 uniatas de Tarnogród adotaram voluntariamente a ortodoxia, sendo a razão apresentada a relutância em participar dos custos de reconstrução do presbitério uniata. Até 1875, havia igrejas ortodoxas e uniatas na cidade ao mesmo tempo.
Em janeiro de 1863, o Governo Nacional Provisório (o mais alto órgão executivo na Revolta de Janeiro) emitiu um manifesto convocando a nação a lutar pela independência da Polônia, ao mesmo tempo em que anunciava um decreto sobre a emancipação dos camponeses. A fim de impedir a revolta dos camponeses, o governo do czar emitiu um ukaz emancipando os camponeses na Polônia do Congresso. O monumento na ravina de Siekane, nos arredores da cidade, comemora cem insurgentes de Tarnogród que morreram em uma luta sangrenta em 1863.

#### Partição russa (1866–1914)

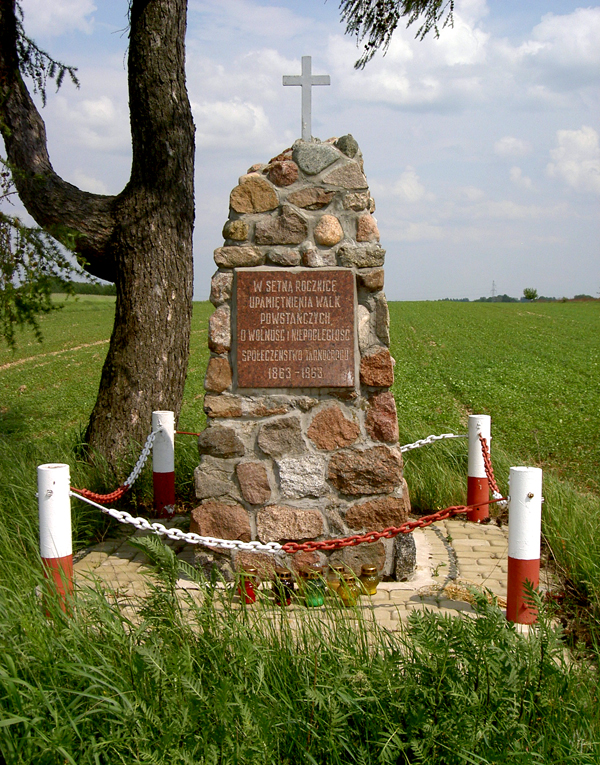
Subúrbio de Płusy – local dos 100 insurgentes mortos de Tarnogród (1863)

Em 1867, os resquícios da separação administrativa da chamada Polônia do Congresso foram formalmente abolidos. Em 1867, os russos transformaram a parte ocidental do condado de Zamość, no condado de Biłgoraj, que incluía Tarnogród. Em 1869, o russo tornou-se a língua oficial e, já em 1880, foi fundada uma escola municipal russa (gorodskoje ucziliszcze). A religião também foi russificada; os seguidores do rito grego, os uniatas, foram incorporados à força à Igreja Ortodoxa em 1875, e os padres católicos foram proibidos de prestar quaisquer serviços religiosos. Contrariando as proibições e sob ameaça de multas, o clero não recusou esses serviços à sociedade, e os próprios cidadãos de Tarnogród se casaram e batizaram filhos no exterior, em Majdan Sieniawski (as certidões de nascimento foram retiradas após a recuperação da independência). Em 1906, a Sociedade Escolar Polonesa abriu uma escola polonesa em Tarnogród, mas foi rapidamente fechada pelas autoridades czaristas.
Em 1869–1870, uma reforma municipal foi introduzida, degradando 336 pequenas cidades da Polônia do Congresso ao estatuto de assentamentos. Tarnogród, como uma das maiores cidades da Polônia do Congresso, não deveria ser submetida a esta reforma, mas a pedido dos habitantes da cidade (para pagar impostos mais baixos) também foi rebaixada. Isso aconteceu em 19 de maio de 1870, e o assentamento assim criado foi transformado administrativamente na comuna de Tarnogród, na época cobrindo apenas a própria Tarnogród e seus subúrbios. A autoridade da comuna recém-criada foi assumida por um conselho de cidade, um prefeito e juízes leigos. Das 48 cidades da região de Lublin que perderam seus direitos de cidade, Tarnogród se tornou seu maior assentamento com mais de 5 000 habitantes (para comparação, Lublin tinha cerca de 30 000).
A história de Tarnogród sob o domínio russo é caracterizada pela falta de desenvolvimento da indústria e de muitos ramos do artesanato, principalmente devido ao corte das fontes de matérias-primas. O povoado era dominado pela agricultura, no entanto, a indústria de linho e pele de carneiro conseguiu sobreviver. No século XIX, ela era conhecida no país pelos chamados “Espartilhos de Tarnogród”. O comércio estava nas mãos dos judeus. Nos anos 1870–1875 em Tarnogród, a igreja ortodoxa da Santíssima Trindade com o ícone da Mãe de Deus de Tarnogród (a velha igreja foi demolida apenas em 1928), e em 1910 foi fundado um hospital (uma farmácia existia desde 1815).

#### Primeira Guerra Mundial

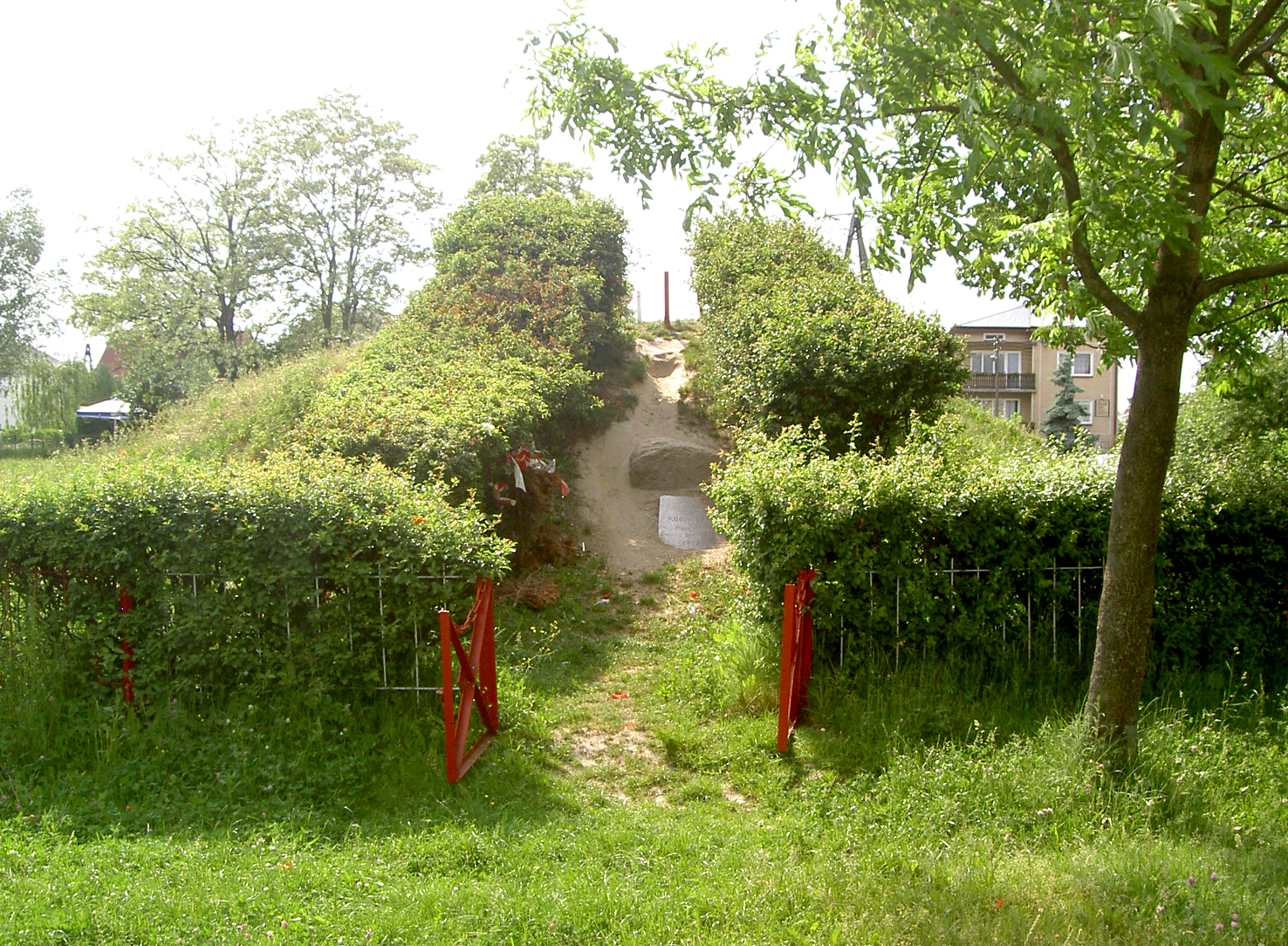
Monte Kościuszko (1917)

Em agosto de 1914, eclodiu a Primeira Guerra Mundial. A frente russa na Galícia desmoronou e os austríacos entraram em Tarnogród. A ocupação durou apenas de 7 de agosto a 8 de setembro, após a qual os austríacos, sob ameaça de cerco, se retiraram. Os russos retomaram o poder em Tarnogród, mas durante as hostilidades tiveram que deixá-la em 17 de junho de 1915. Daquele dia até 11 de novembro de 1918, Tarnogród esteve sob a segunda ocupação austríaca.
Em 1915, as autoridades de ocupação austríaca introduziram a administração civil e transformaram a comuna rural de Tarnogród novamente em cidade, com 4 038 habitantes em 1916. A função de prefeito também voltou nessa época. A indústria e o comércio permaneceram sob as regras da livre concorrência (a moeda passou a ser a coroa austro-húngara), mas devido à péssima oferta do mercado e cotas insuficientes, o comércio obscuro estava se espalhando. A escola e o tribunal poloneses foram reativados, em 1916 foi estabelecido um corpo de bombeiros e em 1917, uma escola secundária. Durante a guerra, o hospital de Tarnogród serviu para fins militares — inicialmente para os russos e depois para os austríacos. Em 1917, o Tadeusz Kościuszko foi erguido no distrito sul de Błonie.
Após recuperar a independência, as autoridades polonesas não reconheceram formalmente Tarnogród como cidade em 7 de fevereiro de 1919, e a unidade municipal estabelecida pelos austríacos foi transformada novamente na comuna rural de Tarnogród, no condado de Biłgoraj, na voivodia de Lublin.

### Segunda República Polonesa

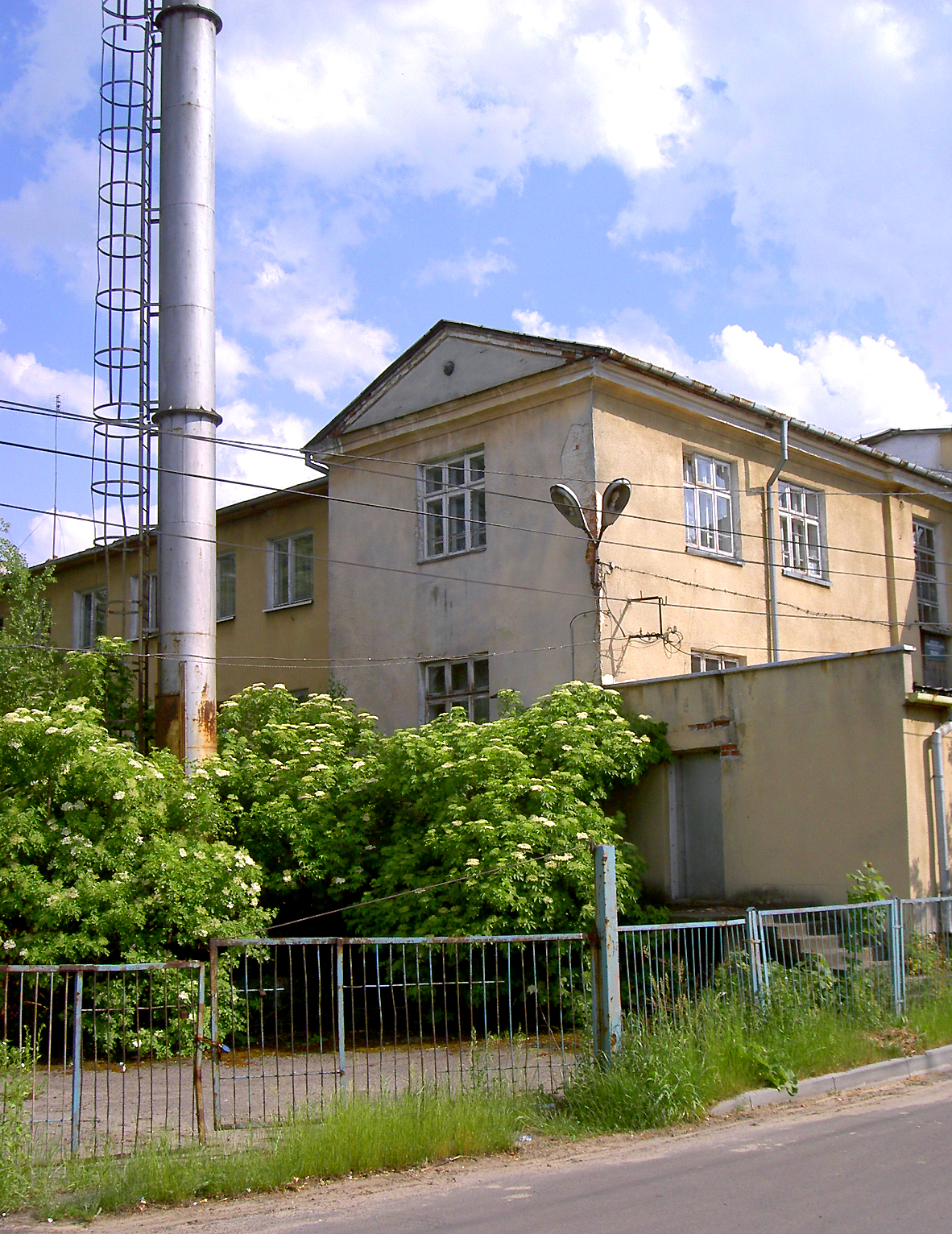
Laticínios Tarnogrodzka de 1938 — a fábrica mais próspera dos anos entre guerras (atualmente pensão Nad Złotą Nitką)

Na Polônia Renascida, a administração do país foi reorganizada e o condado de Biłgoraj foi reativado como um dos 19 condados da nova voivodia de Lublin. Tarnogród, que tinha uma população de cerca de 5 000 habitantes (quase 8 000 antes da Primeira Guerra Mundial), estava ao seu alcance. Durante a guerra, Tarnogród conseguiu manter a mistura étnica tradicional (poloneses, rutenos e judeus) sem antagonismos, e o problema do ucranismo só se manifestou depois que os nazistas chegaram ao poder.
Após recuperar a independência, as funções do prefeito e do conselho da comuna foram restauradas em Tarnogród, o Tribunal de Paz austríaco foi renomeado como Tribunal Municipal (existindo formalmente até 1945) e um cartório foi criado. Em 1920, uma escola primária pública foi organizada em Tarnogród com uma filial na mansão Zającówka (que também abrigava um orfanato), enquanto um jardim de infância foi criado em um lar de idosos fechado; no mesmo ano, o Corpo de Bombeiros de Voluntários também foi reativado. A fundação do Hospital do Condado em Biłgoraj em 1927, aliviou significativamente o Hospital Distrital de Tarnogród; em 1932 foi inaugurada outra farmácia no povoado. A cooperativa de consumidores de Tarnogród passou por uma crise significativa no período entre guerras, fazendo com que o comércio passasse automaticamente para as mãos dos judeus. A Sociedade de Empréstimos e Poupança local também foi fechada, no entanto, foi revivida em 1928, sob o nome de Kasa Stefczyka, principalmente para atender o assentamento e três comunas vizinhas. Um empreendimento importante foi a transformação da bacia hidrográfica local na Cooperativa Distrital de Laticínios em 15 de novembro de 1938; comprando 900 mil litros de leite por ano e atendendo a 7 comunas, a fábrica tornou-se um próspero empreendimento da época.

### Durante a Segunda Guerra Mundial

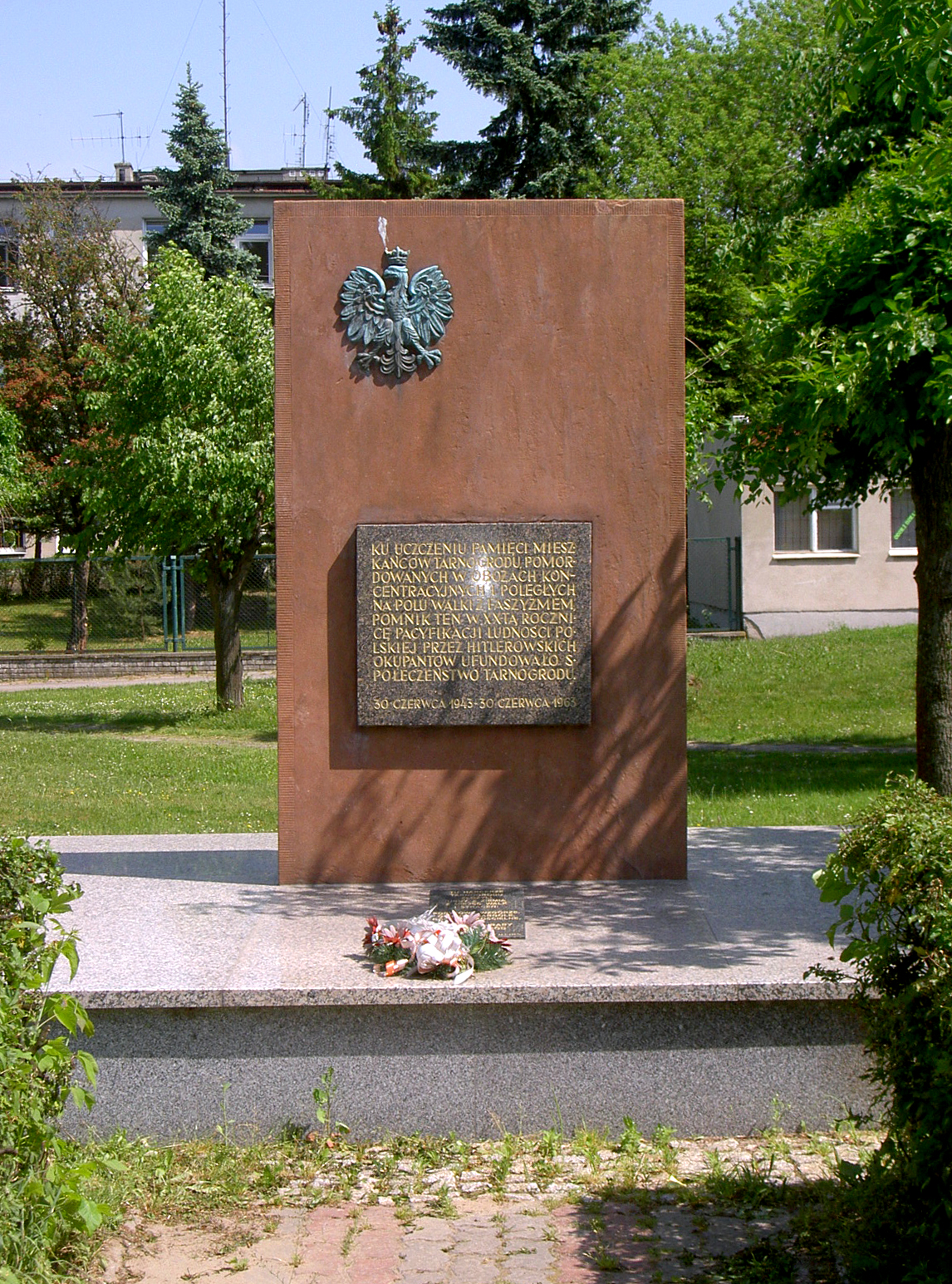
Monumento na Praça principal em homenagem aos assassinados em campos de concentração e aos que morreram no campo de batalha contra o fascismo

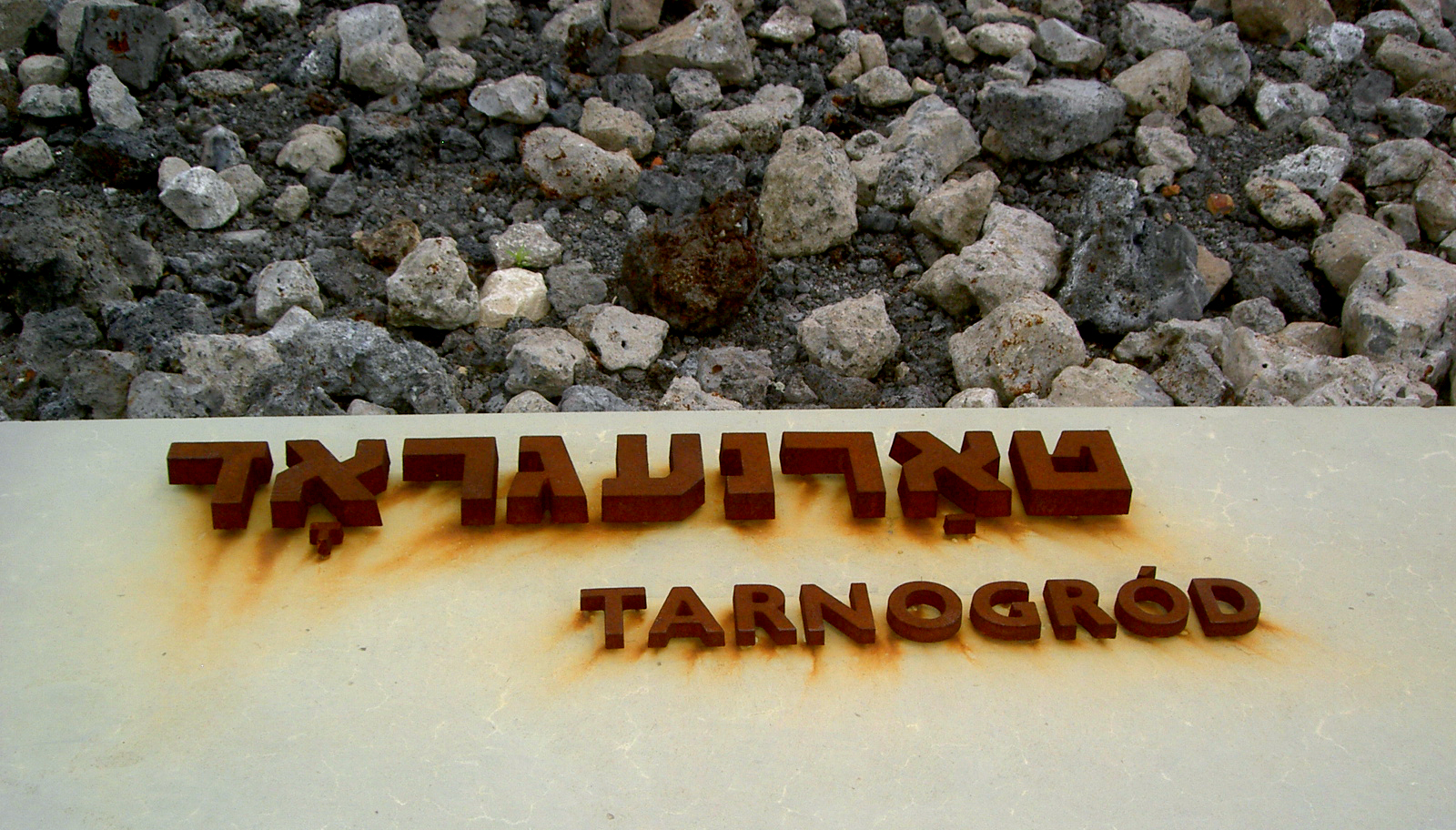
Placa no museu em Bełżec, em homenagem aos cidadãos de Tarnogród executados em 1943

As tropas alemãs apareceram em Tarnogród em 15 de setembro de 1939, duas semanas após a eclosão da Segunda Guerra Mundial. No mesmo dia, houve um confronto entre as tropas dos generais Antoni Szylling e Mieczysław Boruta-Spiechowicz do Exército “Kraków” e os alemães, que em 16 de setembro incendiaram parte de Tarnogród, incluindo o prédio da comuna e as casas judaicas; produziram-se os primeiros massacres de habitantes. Os bolsões de resistência na área de Tarnogród foram liquidados em poucos dias. Em 27 de setembro, o exército soviético entrou no assentamento e, após sua retirada, duas semanas depois, as autoridades foram assumidas pelos alemães. Isso se manifestou em inúmeras prisões de civis, execuções públicas e deportações para trabalhos forçados. Em 26 de outubro, Tarnogród passou a fazer parte do Distrito de Lublin no Governo Geral. Já no início da ocupação, vários grupos de ação clandestina de Tarnogród foram formados (principalmente por iniciativa do professor Kazimierz Smutek). O Exército da Pátria acabou sendo a orientação política mais forte.
Depois que a Gestapo assumiu o governo, começou a perseguição em massa aos judeus. A partir de 1 de novembro de 1942, houve uma série de massacres, fuzilamentos e deportações para campos de concentração; mais de 1 000 judeus foram executados. Em 1943, para fins de colonização da região de Zamość, foram realizados numerosos deslocamentos de poloneses para trabalhos forçados. Os fracassos na Frente Oriental decidiram pela deportação em vez do assassinato imediato. Em 30 de junho de 1943, cerca de 1 000 habitantes de Tarnogród foram deslocados, principalmente para Bełżec e Majdanek, para campos de trânsito em Zwierzyniec e Zamość e para a Alemanha. Esses momentos dolorosos da história de Tarnogród foram comemorados em 1963 com a construção de um Monumento na Praça principal em homenagem aos assassinados em campos de concentração e aos que morreram no campo de batalha contra o fascismo.
Durante a ocupação, a administração civil foi organizada em Tarnogród. A única fábrica de produção ativa era uma leiteria, da qual a população recebia rações modestas em cartões de racionamento. O hospital de Tarnogród foi fechado em 1938–1943 e a escola primária basicamente deixou de existir. A pouca vitalidade dos Bombeiros obrigou a arregimentar os habitantes para o trabalho, o que, no entanto, facilitou a fuga dos capturados (no final, o quartel foi incendiado).
Depois que os habitantes de Tarnogród foram deslocados, ucranianos pró-nazistas vieram dos territórios orientais para o assentamento, assumindo o controle da atividade econômica em Tarnogród. Pogroms armados de poloneses sobreviventes e judeus escondidos foram organizados; foi assassinado em 1944, o diretor do hospital Czesław Kryszkiewicz. No entanto, essas atividades foram impedidas pela atuação dos guerrilheiros soviéticos (cooperando com o Exército da Pátria) com sede em Borowiec, que em 15 de fevereiro de 1944 expulsou os nazistas de Tarnogród. A retirada completa dos alemães ocorreu em 21 de julho de 1944 sob a pressão das tropas polonesas e soviéticas. Terminou com a retaliação alemã e o bombardeio de Tarnogród em 22 de julho de 1944, no qual várias pessoas foram mortas. As perdas populacionais totais chegaram a cerca de 2 650, incluindo 2 600 judeus poloneses (1 600 mortos em Tarnogród e 1 000 enviados para campos de concentração) e 50 poloneses de ascendência não judaica.
Em 1944, em Tarnogród, os alemães reuniram as tropas usadas na ação antipartidária perto de Dąbrowica.

### Polônia do Povo
Imediatamente após o fim das hostilidades em 1944, o período inicial de Tarnogród sob a Polônia do Povo foi muito difícil. Até 1947, insurgentes das unidades do Exército Insurreto Ucraniano (UPA) atuavam na área, atacando e saqueando o povoado. Os judeus de Tarnogród foram assassinados durante a guerra; um remanescente das populações polonesa e ucraniana permaneceu (a última, com cerca de 600 pessoas, no entanto, foram deslocadas para a União Soviética). Os residentes deslocados de Tarnogród não retornaram até 1945–1946, encontrando suas fazendas devastadas ou em ruínas.
Após a guerra, a Polônia tornou-se um Estado socialista. Conforme as novas regulamentações, em Tarnogród, primeiro foi introduzido o Conselho Nacional Comunal com um presidium à frente e depois — a partir de 1954 — o Conselho da Gromada com quatro estabelecimentos orçamentários subordinados: economia municipal, serviços de reparo e construção, Centro Cultural e jardim de infância. O Tribunal da Gromada foi abolido já em 1945. Sob a República Popular da Polônia, a maioria das instituições sociais e fábricas de produção foram fundadas em Tarnogród, bem como todas as instituições culturais e educacionais; a maioria delas ainda operando hoje.
Das 214 comunas rurais da voivodia de Lublin do pós-guerra, Tarnogród foi a única comuna a consistir na própria Tarnogród (semelhante às comunas urbanas, sem as terras agrícolas circundantes e outras aldeias). Em 1954, havia planos para reativar o condado de Tarnogród, mas sem sucesso. Na década de 1950, a comuna abolida de Wola Różaniecka foi anexada a Tarnogród, criando a atual comuna de Tarnogród. Como resultado da reforma administrativa em 1975, Tarnogród se encontrava na voivodia de Zamość. Nos anos 1976–1982, 3 cidades (Bukwina Dobra, Dobra e Wola Kulońska) da comuna temporariamente abolida de Biszcza foram incorporadas à comuna de Tarnogród. Em 1 de janeiro de 1987, graças aos esforços da comuna, Tarnogród recuperou seus direitos de cidade após 117 anos.

## Demografia
| Ano  | Hab.  | Ano  | Hab.  | Ano  | Hab.  | Ano  | Hab.  |
| ---- | ----- | ---- | ----- | ---- | ----- | ---- | ----- |
| 1578 | 700   | 1717 | 612   | 1890 | 5 667 | 1939 | 5 016 |
| 1591 | 1 500 | 1777 | 3 166 | 1905 | 6 959 | 1943 | 1 872 |
| 1648 | 1 046 | 1822 | 3 941 | 1906 | 7 278 | 1961 | 2 622 |
| 1661 | 1 022 | 1865 | 4 608 | 1914 | 7 800 | 1978 | 3 186 |
| 1673 | 626   | 1871 | 4 397 | 1921 | 4 769 | 2001 | 3 466 |

Tarnogród é atualmente classificada como uma cidade muito pequena, mas por muitos anos foi uma cidade de tamanho médio, e no século XIX chegou a ser capital do condado. Olhando para o número de moradores de Tarnogród, a cidade atingiu seu apogeu em 1914, pouco antes da Primeira Guerra Mundial, com 7 800 pessoas. Como resultado de ambas as guerras, o número de habitantes diminuiu drasticamente. Nos anos do pós-guerra, pode-se observar novamente um aumento gradual da população, embora o número de habitantes tenha se mantido praticamente inalterado nos últimos dez anos.
Em 2006, a área de Tarnogród foi reduzida de 10,86 para 10,7 km², porém, a cidade apresentou a maior taxa de crescimento populacional no condado de Biłgoraj (+0,80%) na virada de 2005–2006 e a segunda taxa mais alta da voivodia na categoria de cidades (após Stoczek Łukowski).
Conforme os dados do Escritório Central de Estatística da Polônia (GUS) de 31 de dezembro de 2022, Tarnogród tem uma população de 3 161 habitantes (31.º lugar na voivodia de Lublin e 718.º na Polônia), tem uma área de 10,7 km² (33.º lugar na voivodia de Lublin e 572.º lugar na Polônia) e uma densidade populacional de 296 hab./km² (33.º lugar na voivodia de Lublin e 739.º lugar na Polônia). Nos anos 2002–2021, o número de habitantes diminuiu 5,5%.
Os habitantes de Tarnogród constituem cerca de 3,18% da população do condado de Biłgoraj, constituindo 0,16% da população da voivodia de Lublin.
| Descrição                         | Total      | Total    | Mulheres   | Mulheres | Homens     | Homens   |
| --------------------------------- | ---------- | -------- | ---------- | -------- | ---------- | -------- |
| unidade                           | habitantes | %        | habitantes | %        | habitantes | %        |
| população                         | 3 161      | 100      | 1 625      | 51,4     | 1 536      | 48,6     |
| superfície                        | 10,7 km²   | 10,7 km² | 10,7 km²   | 10,7 km² | 10,7 km²   | 10,7 km² |
| densidade populacional (hab./km²) | 296        | 296      | 152,1      | 152,1    | 143,9      | 143,9    |

## Turismo

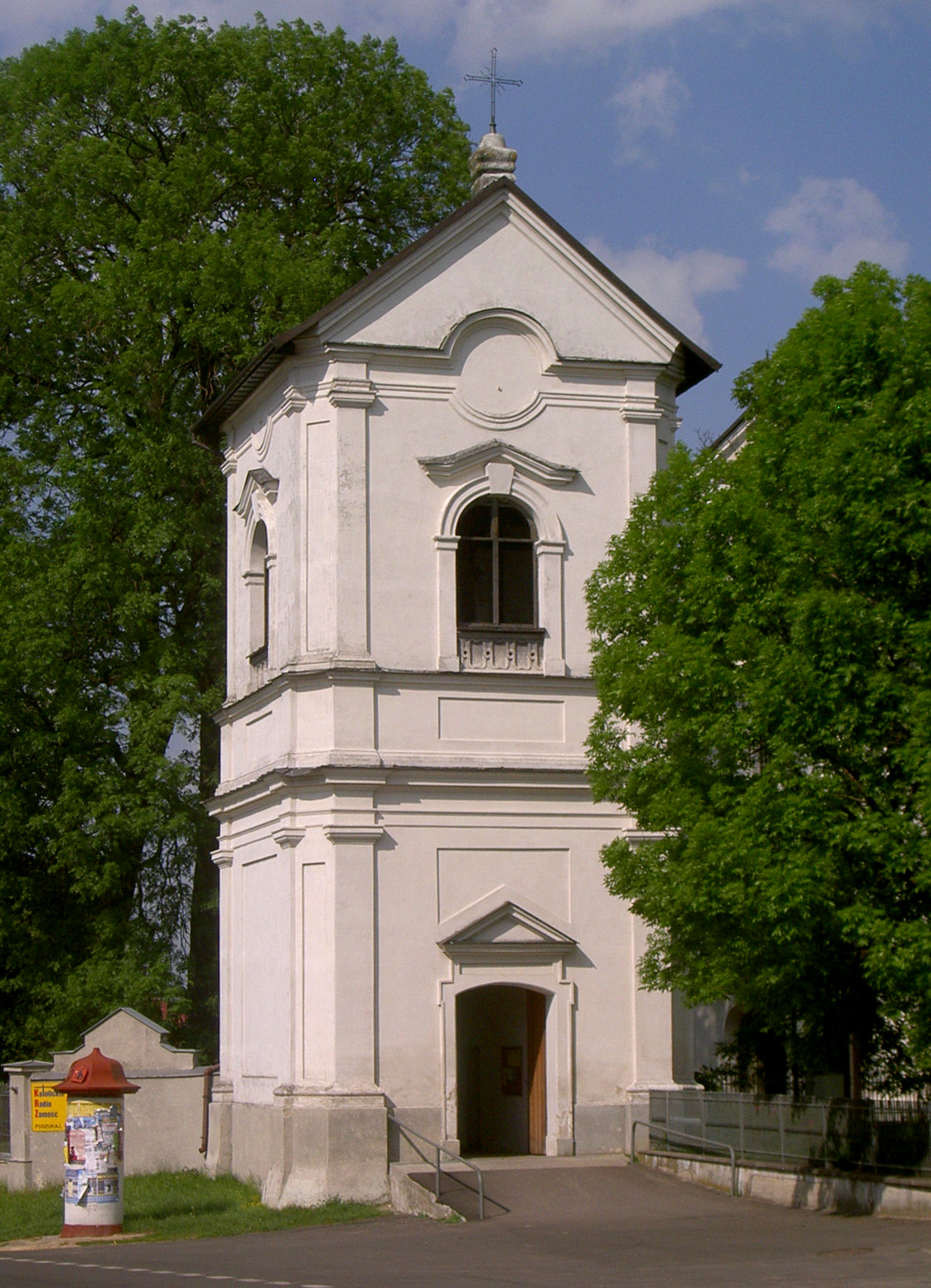
Torre sineira de 1777

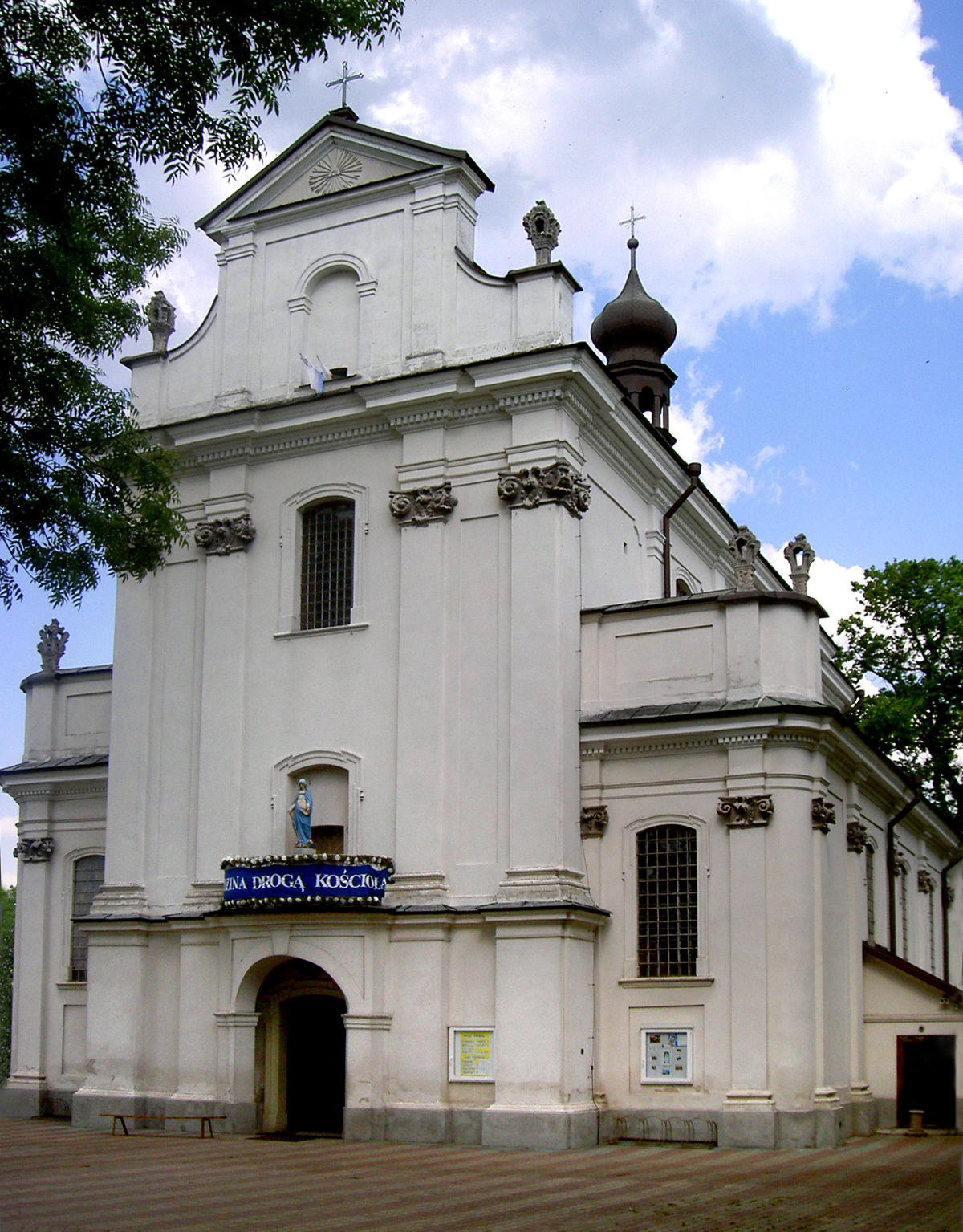
Igreja da Transfiguração, barroco tardio

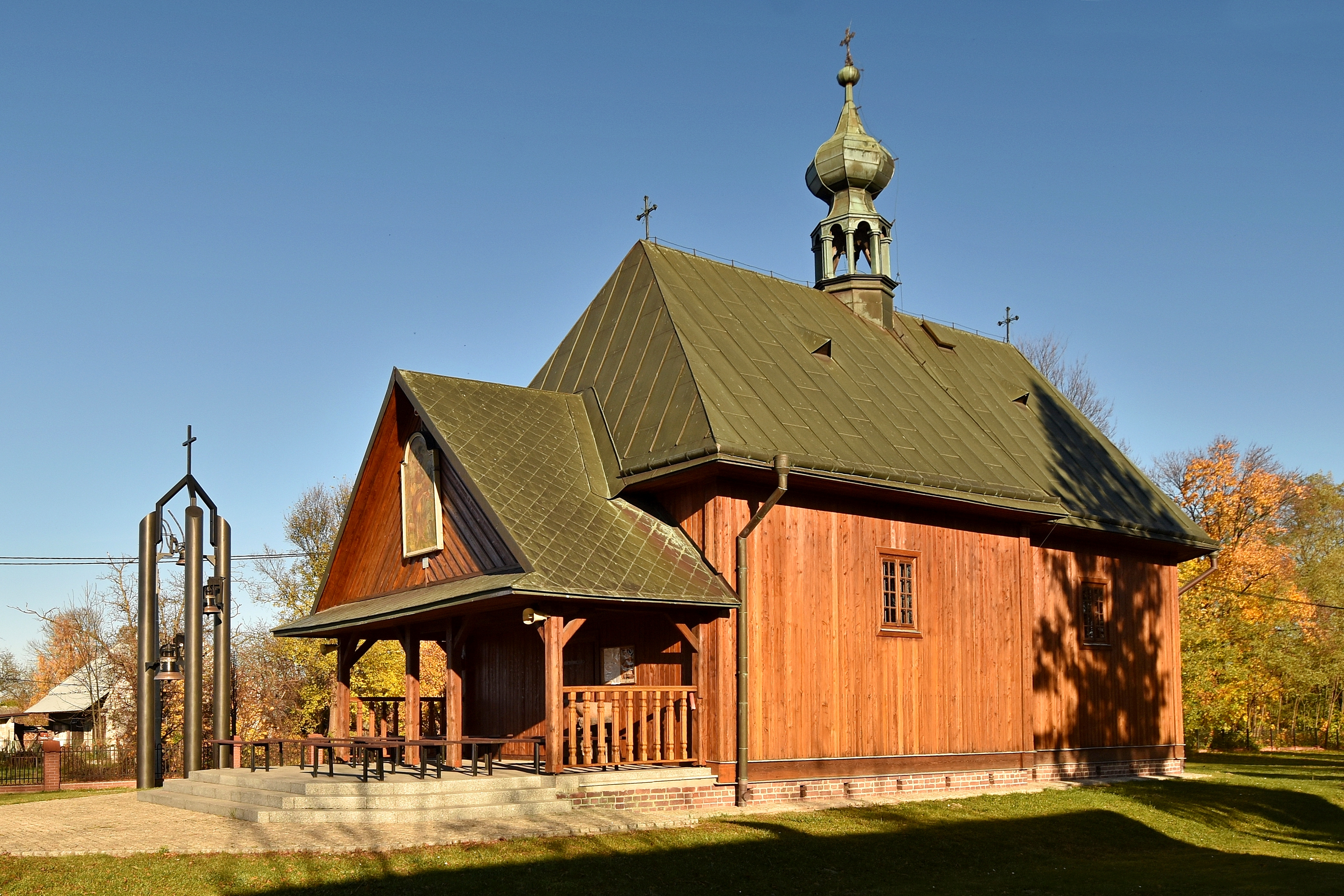
Igreja de São Roque (século XVII)

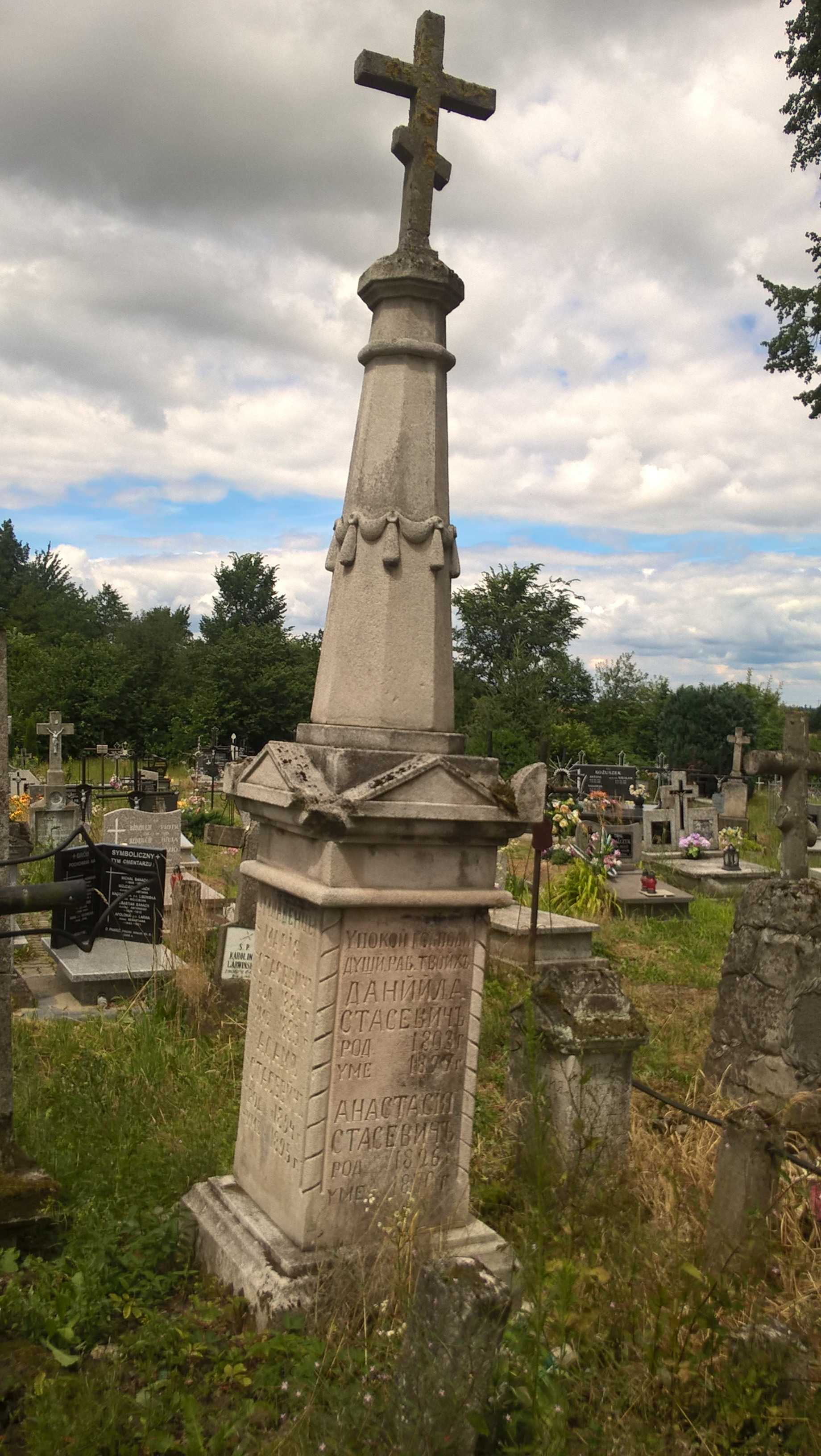
Cemitério ortodoxo, lápide da segunda metade do século XIX

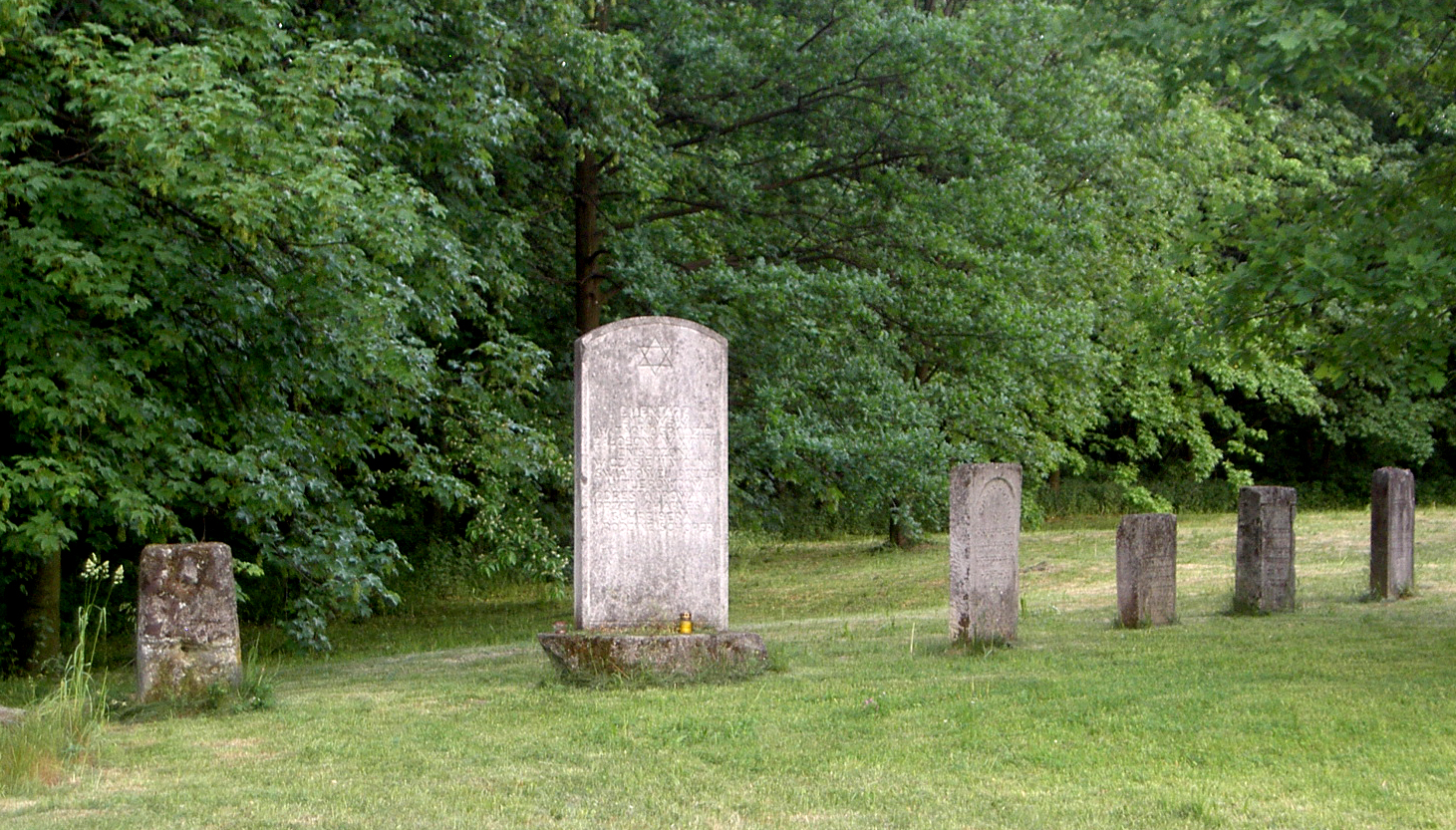
Cemitério judeu em Tarnogród

### Monumentos históricos
- Igreja paroquial barroca tardia da Transfiguração de Jesus,[32] construída nos anos 1750–1777 segundo o projeto do arquiteto de Lviv, Bernard Meretyn. No interior: um altar dos anos 1632–1637 da catedral da Ressurreição e de São Tomás, o apóstolo, em Zamość, com pinturas de Domenico Tintoretto, trazidas de Veneza (temas de São João Batista e São João, o Evangelista, 194 × 76 cm); roubado em 1994, mas encontrado
- Campanário independente de 1777 na igreja paroquial[32]
- Igreja de madeira (lariço) de São Roque[32] de 1600–1624 (a mais antiga da região de Zamość) com interior policromado; construída pelos cidadãos de Tarnogród como uma igreja votiva para protegê-los contra pestes frequentes (igreja filial do reitor de Tarnogród)
- Sinagoga de 1686 (atual biblioteca e museu) com um Aron Kodesh preservado, ampliado no século XIX[33]
- Igreja ortodoxa paroquial da Santíssima Trindade[34] de 1870–1875, com o ícone da Mãe de Deus de Tarnogród do século XVI (perdido em 1946–2008)[35] e um cemitério fechado[36]
- Presbitério histórico de 1905–1907 com o parque circundante (junto à igreja paroquial)
- Cemitério católico e ortodoxo (anteriormente também católico grego) fundado em 1828, com túmulos centenários (incluindo 10 lápides da primeira metade do século XIX)
- Cemitério em Przedmieście Różanieckie, funcionando do século XVII a 1942, restaurado em 1986
- Cemitério epidêmico na rua Krzywa, ativo nos séculos XVII e XVIII
- Cemitério católico ativo na rua João Paulo II,[37] fundado no início do século XIX
- Cemitério judeu na rua Nadstawna, da Segunda Guerra Mundial (fundado em 1942, restaurado em 1986)[38]

### Outras atrações turísticas
Edifícios
- Edifício branco e verde (chamado palácio) de 1930, localizado na rua João Paulo II; durante muitos anos sede da Junta da Comuna, agora (após uma ampla reforma) abriga o Cartório de Registro e o Centro Municipal de Assistência Social
- Casa histórica de madeira, a chamada casa catequética na rua Kościelna
- Prédio residencial histórico na esquina das ruas 1 Maja e Kryszkiewicza
- Edifício do Centro Comunitário de Tarnogród com arcadas características (1956)
- Mansão na esquina das ruas João Paulo II e Przedm. Bukowski com figuras de leões em degraus ornamentais (agora uma delegacia de polícia)
- Praça principal, uma das maiores praças da Polônia, medindo 160 × 140 m

Museus
- Museu das Tesouras[39]

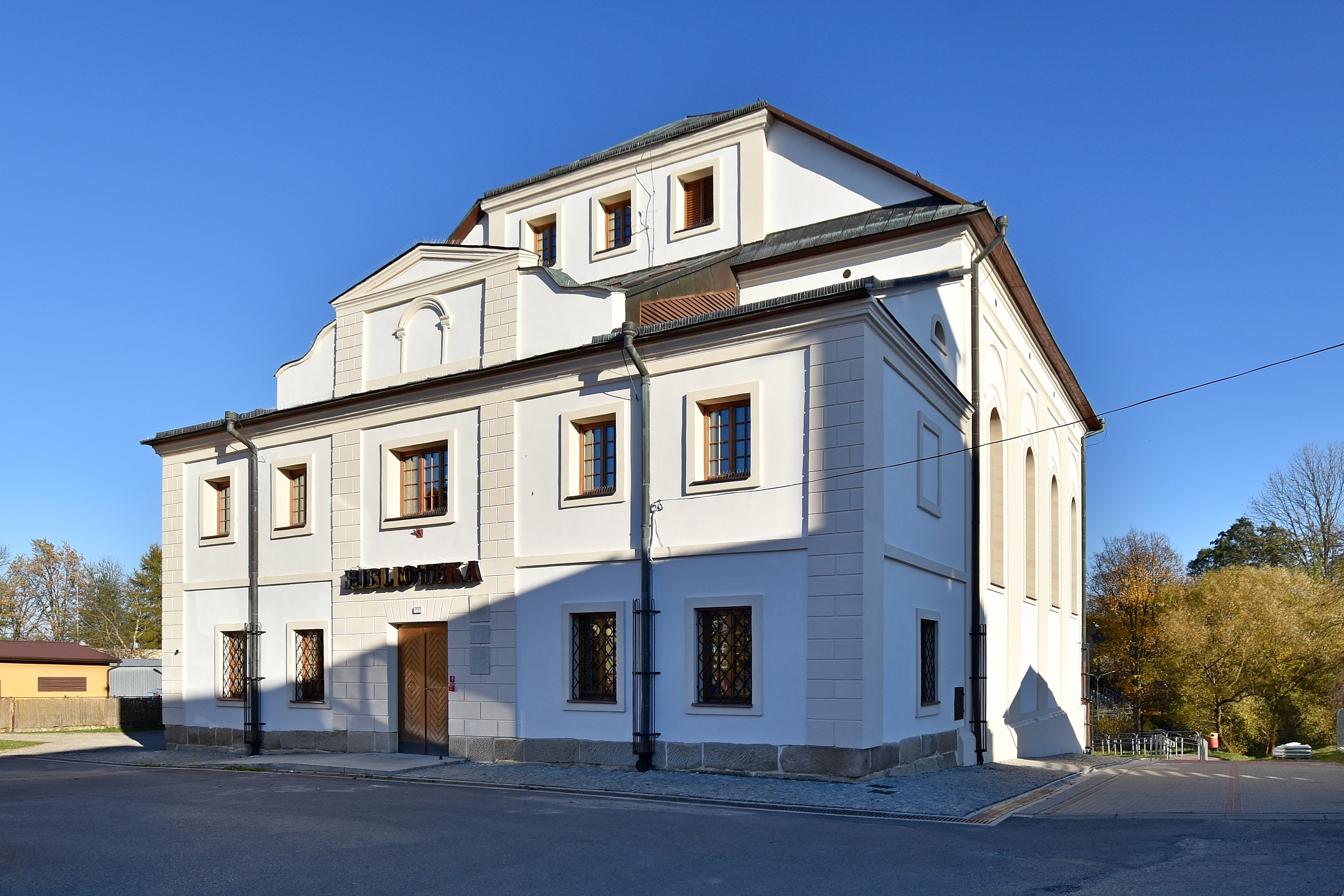
Sinagoga, atualmente o Museu das Tesouras na Biblioteca Pública Municipal

- Câmara Regional da Memória — um pequeno museu com duas seções: etnográfica (equipamentos de antigamente) e histórica (exposições e fotografias da Segunda Guerra Mundial)

Monumentos
- Monte Tadeusz Kościuszko erguido pelos habitantes em 1917, na rua Florian Slaka
- Monumento em um pequeno parque na Praça principal, comemorando os habitantes de Tarnogród assassinados em campos de concentração e mortos no campo de batalha contra o fascismo (desde 1963)
- Monumento no Portão Korchowska dedicado aos soldados poloneses assassinados em Katyń — parada VI (10 de setembro de 2006) e VII (25 de agosto de 2007) do Rali Internacional de Motos de Katyń
- Monumento na rua Tadeusz Kościuszko em memória dos judeus assassinados durante a Segunda Guerra Mundial
- Voçoroca Siekane com um monumento — o local de cem habitantes Tarnogród mortos na Revolta de Janeiro (1863)
- Monumento na rua Nadstawna, comemorando 2 000 residentes judeus de Tarnogród assassinados em 1 de novembro de 1942.
- Monumento a João Paulo II na Praça principal, esculpido pelo artista de Cracóvia Karol Badyna, erguido em 11 de junho de 2006 (bronze, 4,5 m de altura)
- Monumento do Galo — símbolo da Assembleia do Teatro Rural (2011)

Recreação
- Reservatório em Przedmieście Błonie (esportes, pesca)
- Lagoas na rua Nadstawna (áreas de banho)

### Trilhas turísticas
Trilha Józef Złotkiewicz; rota: Biłgoraj − Dereźnia Solska − Ruda Solska − Biszcza − Tarnogród.
Devido ao ambiente pitoresco e à falta de indústria pesada, Tarnogród tem a chance de desenvolver o agroturismo.

### Instalações de hospedagem e gastronomia
Em 2011, em Tarnogród, foi fundada a casa de hóspedes “Nad Złotą Nitką”, que tem 50 leitos. A base gastronômica é composta pelo: restaurante “Nad Złotą Nitką”, restaurante Jubileuszowa, 2 pizzarias e um café no Centro Cultural (todos os estabelecimentos na Praça principal). Há também uma pousada em Tarnogród na rua 1 Maja (também disponível para pernoites).

## Educação

### História

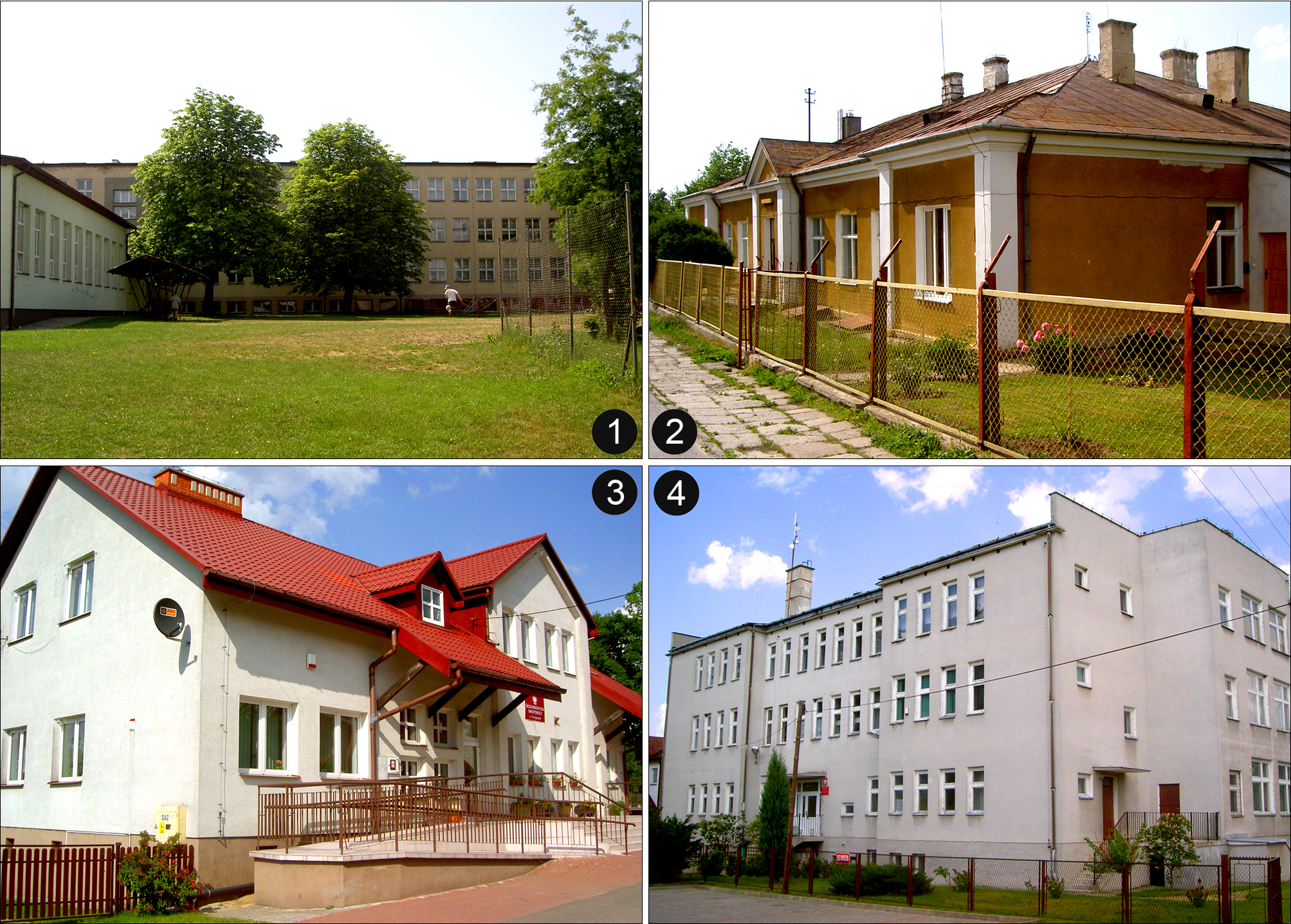
1) Ensino fundamental, ensino médio e jardim de infância • 2) Antigo internato • 3) Casa de Autoajuda Comunitária • 4) Complexo de Escolas de Economia

O aumento da população de Tarnogród após a Segunda Guerra Mundial fez com que as salas do edifício da antiga escola primária na rua Szkolna se tornassem muito pequenas para as necessidades do assentamento. A primeira reação foi mudar algumas classes para um edifício de tijolos na fachada oeste da praça principal, mas essa manobra se mostrou insuficiente. O processo de criação da atual escola primária Maria Skłodowska-Curie na rua 1 Maja começou em 6 de janeiro de 1959, quando em resposta à iniciativa do Comitê Central do Partido dos Trabalhadores Unidos Poloneses “Mil escolas para o Milênio do Estado Polonês”, o comitê organizador da escola foi nomeado e contribuições locais para sua construção foram estabelecidas.
A construção da escola de Tarnogród — como a quadricentésima sétima Escola do Milênio no país — começou em julho de 1959, em 7 de março de 1960 foi lançado o ato de fundação e em 27 de março de 1960 foi feita a inauguração oficial. O primeiro ano letivo no novo edifício, que além da escola primária albergava também a Escola Técnica de Economia e a Escola Profissionalizante Básica, iniciou-se a 30 de setembro de 1962. Com a reforma da educação na Polônia em 1967, a escola técnica foi transformada na Escola Secundária de Economia. Em 1972, foi inaugurada a Escola Secundária Profissionalizante, formando futuros vendedores, almoxarifes e funcionários administrativos e de escritório. Em 1975, a escola secundária de Tarnogród foi reestruturada nas áreas de economia e organização de empresas comerciais. Nos anos seguintes, a escola profissionalizante passou a formar também padeiros, ceramistas, cozinheiros, garçons, açougueiros e leiteiros.
Em 1 de novembro de 1967, no prédio reformado da antiga escola primária, foi inaugurado um internato para 100 alunos visitantes do ensino médio. Este internato, sob a gestão de Stanisław Wolski (1968–1971), Stanisław Dyrki (1972–1982) e Elżbieta Pajura (desde 1982), foi um dos principais internatos da voivodia de Lublin (entre outros, obtendo o 2.º lugar na competição em 1970). Apesar de uma profunda modernização do prédio no início dos anos 2000, o internato foi fechado em 1 de setembro de 2004 por decisão do Conselho Distrital.

### Atualmente
Em 19 de março de 1999, um novo tipo de escola foi inaugurado na cidade — um ginásio. O ginásio público de Tarnogród localizava-se no edifício da escola primária da rua 1 Maja. O jardim de infância municipal também foi transferido para lá. O prédio do jardim de infância em Tarnogród (que em meados da década de 1990 foi transferido de uma casa decadente na rua Szkolna para um novo local na rua Kościelna) foi transformado em uma nova instalação do Complexo de Escolas de Economia com o nome Armii Krajowej (coloquialmente “economik”), que em anos posteriores foi significativamente expandido para o norte. Atualmente, abriga uma escola secundária e a única escola técnica de Economia do condado de Biłgoraj (profissões de técnico de economia, técnico de vendas e técnico de informática).
Na praça do antigo balneário, na rua Szkolna, uma nova Casa Comunitária de Autoajuda foi construída, e o Centro de Intervenção em Crise foi localizado no prédio do internato abolido (até 31 de dezembro de 2007).

## Economia

### História

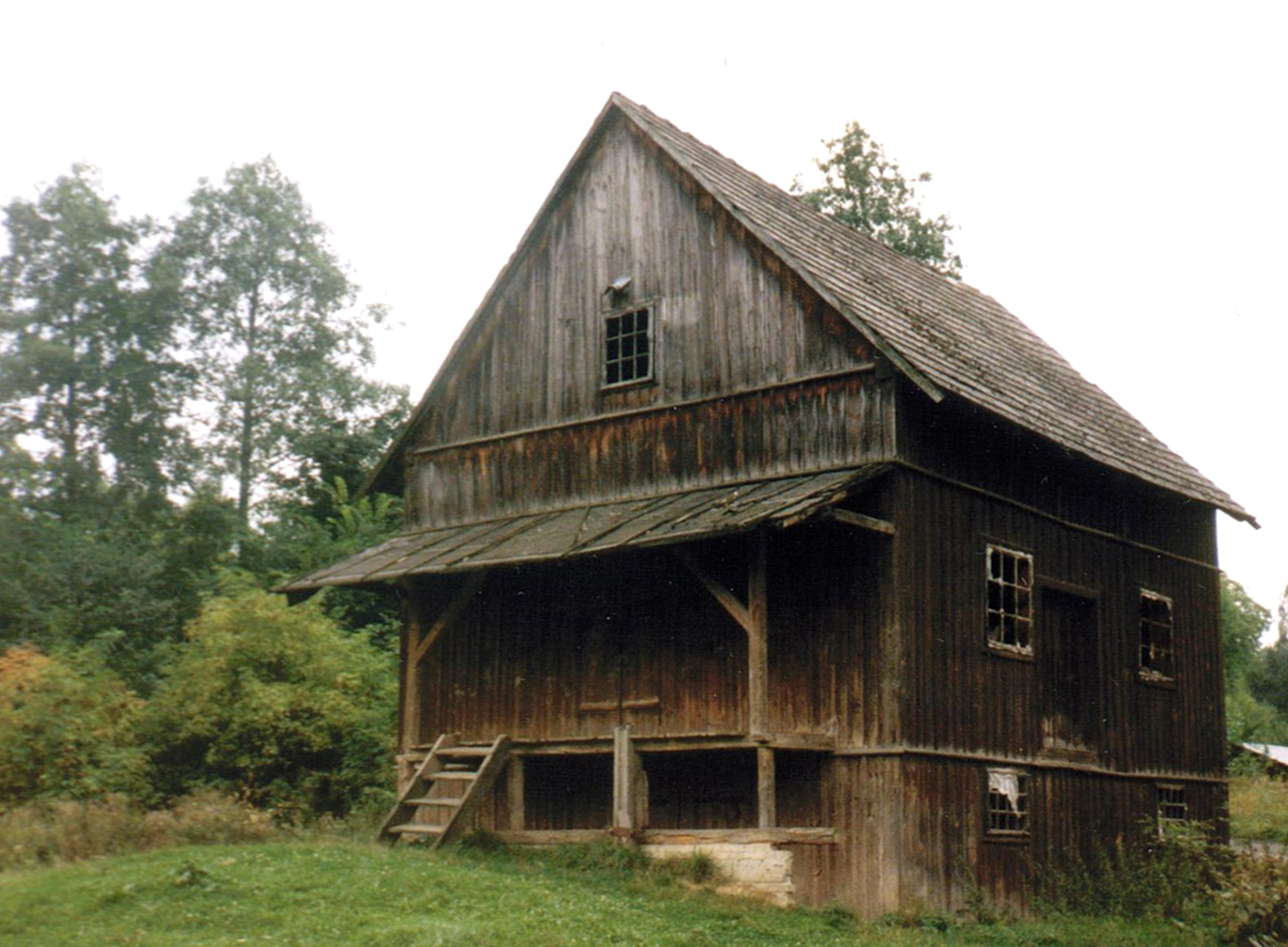
Antigo moinho na rua Zacisze (atualmente demolido) — um testemunho da tradição agrícola de Tarnogród

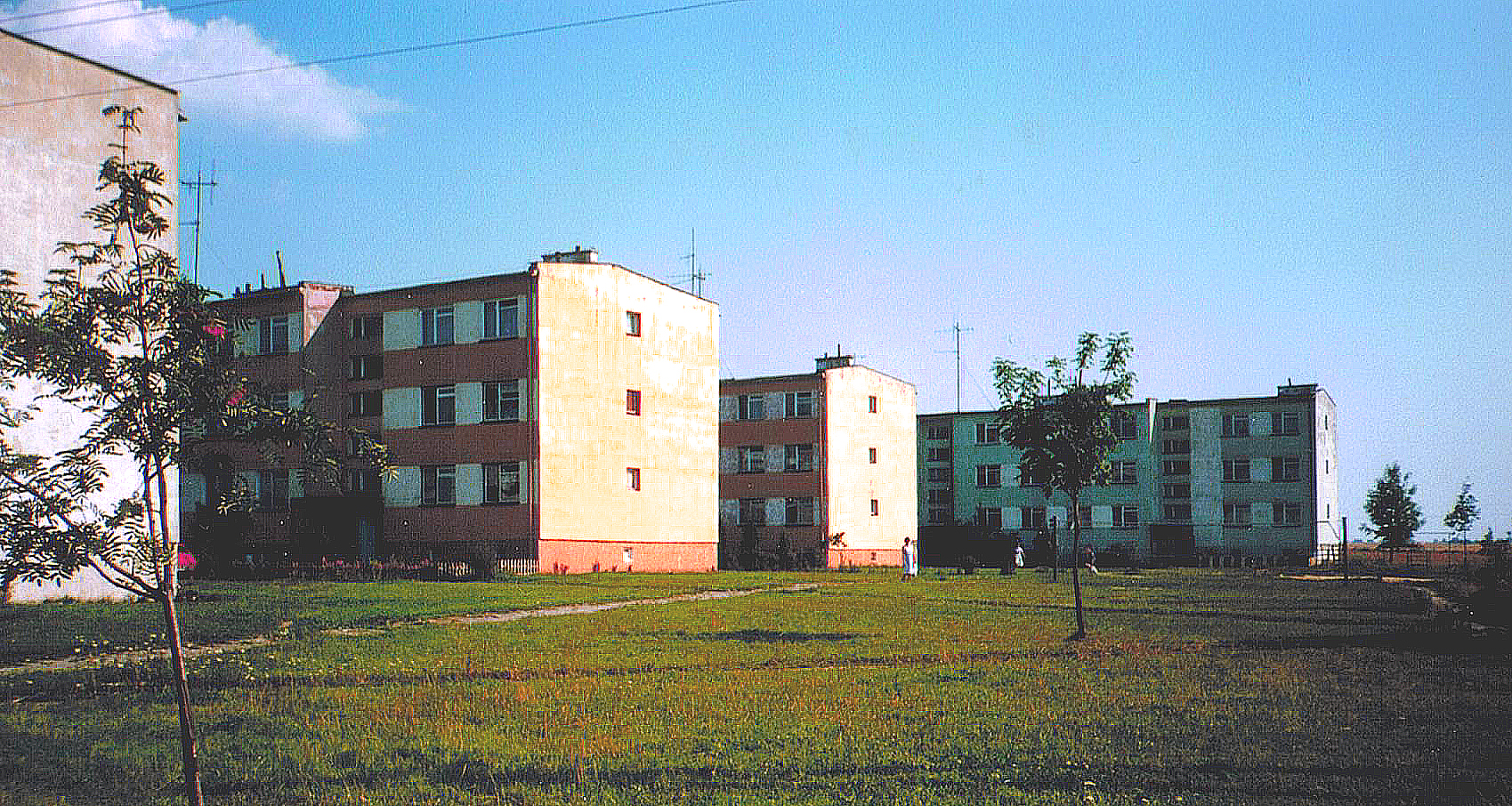
Blocos de apartamentos da antiga fazenda estatal na rua Lubaczowska

Durante séculos, Tarnogród foi famosa pela ferraria, que existia lá desde o século XVII — havia 11 forjas apenas em Tarnogród. Na virada dos séculos XVII e XVIII, a indústria do couro dominava a cidade. Sapataria, curtumes e selaria também eram populares, mas acima de tudo peleiros — o casaco de pele de carneiro de Tarnogród era um produto amplamente conhecido. Também duas guildas da indústria alimentícia — açougue e produção de óleo — desempenharam um papel importante em escala regional, por exemplo, em 1711 Tarnogród tinha 69 açougueiros (em comparação com Przemyśl apenas 26), ou seja, o maior número de cidades na região de Przemyśl.
A tecelagem e a alfaiataria eram pouco explorados, assim como a tanoaria, a serralharia e a olaria (esta última deixou de existir no século XIX). Em 1722, as bebidas alcoólicas produzidas em Tarnogród tinham um dos maiores valores entre as cidades da região de Przemyśl. No início do século XVIII, Tarnogród tinha 6 cervejarias. A cidade também era famosa pelo artesanato no campo da arte popular — principalmente cestaria e artesanato (produtos de palha).
Considerando a natureza agrícola da região, a indústria pesada em Tarnogród e suas imediações, sempre desempenhou um papel menor. As principais fábricas de produção de Tarnogród foram instaladas na Polônia do Povo, por exemplo, a Cooperativa de Laticínios (1946), a Cooperativa de Trabalho Metalowiec (1953; atualmente a empresa Tarmet), olaria, padaria e outras oficinas menores (sapataria, carpintaria e alfaiataria). Sem contar com a Fazenda do Estado na rua Lubaczowska, que tinha até um aeródromo agrícola. Na década de 1970, havia uma pequena gráfica em Tarnogród e, até a década de 1990, uma fábrica de engarrafamento de água mineral.
As instituições sociais mais importantes do mesmo período foram: Círculo Agrícola (1955), Cooperativa Comunitária “Samopomoc Chłopska” (1948) e Banco Cooperativo (1950; até 1962 como Gminna Kasa Spółdzielcza).

### Atualmente

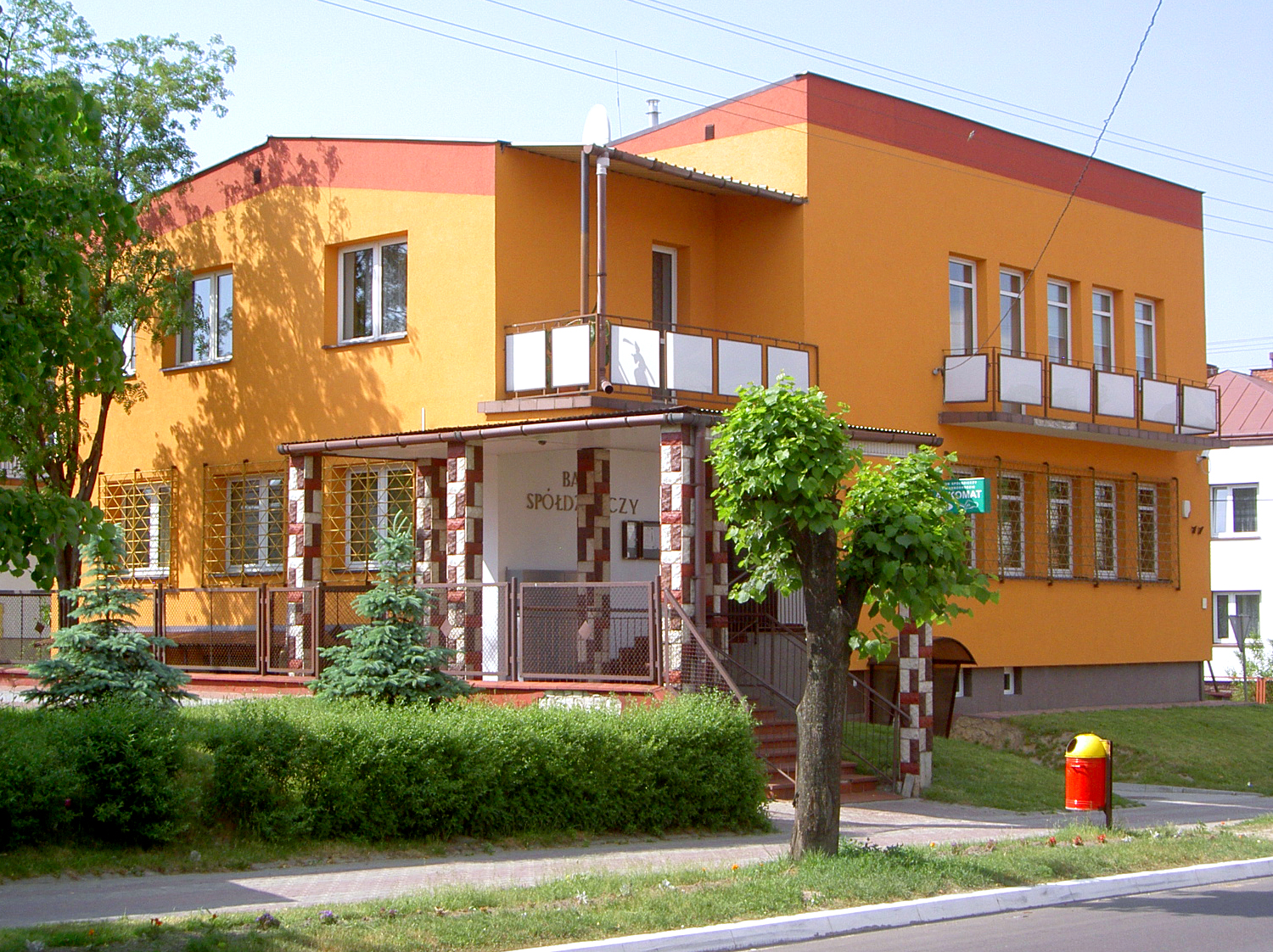
Banco Spółdzielczy — uma instituição social que funciona desde 1950

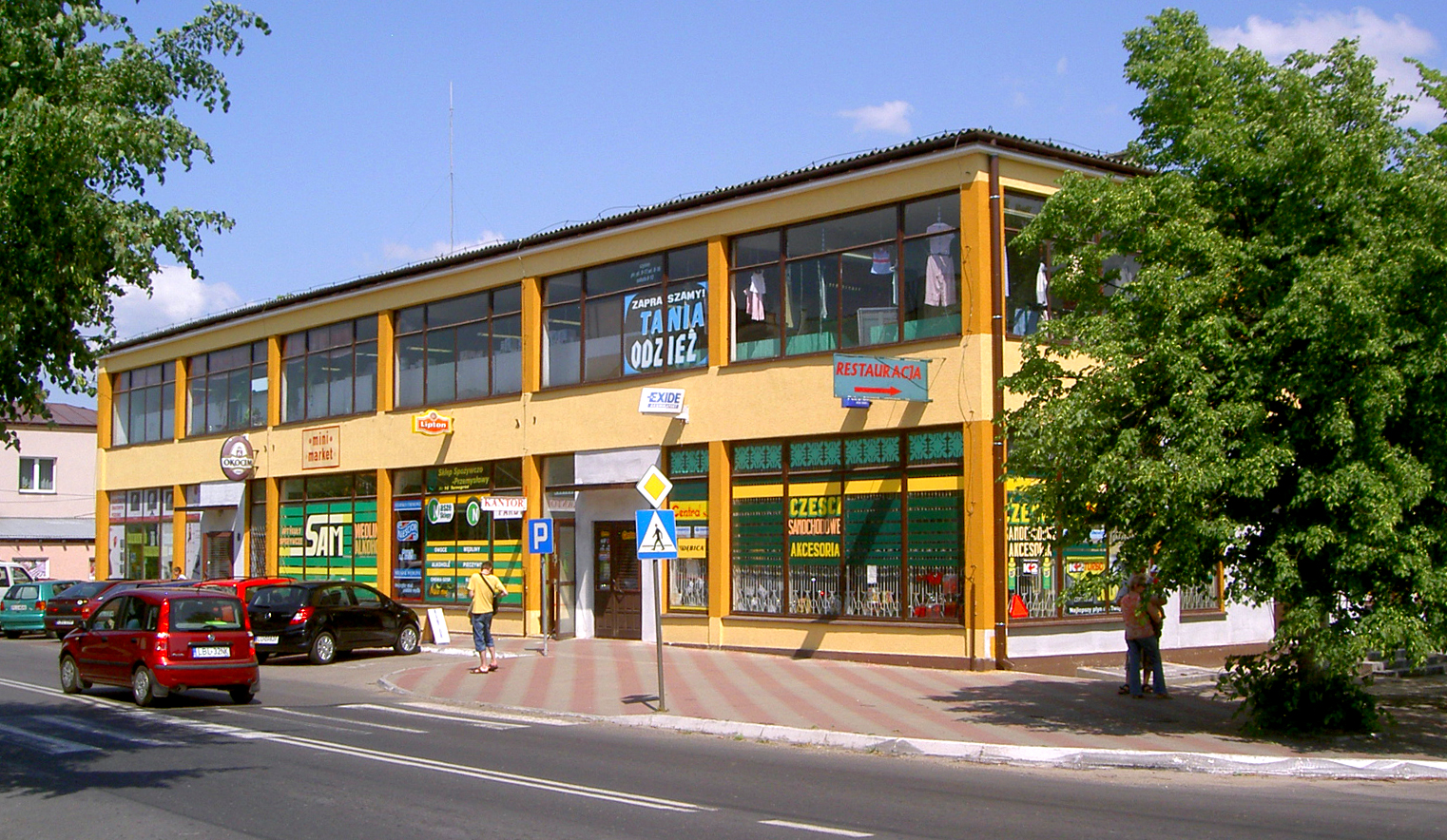
Casa de Comércio de Tarnogród − ainda um dos principais centros comerciais da cidade

Atualmente, um importante ramo industrial em Tarnogród é o processamento de grãos com base em grãos importados das regiões de Tomaszów e Hrubieszów. Apesar da elevada percentagem de terras aráveis na área total e de mais do dobro da saturação média nacional com tratores, os cereais produzidos na comuna de Tarnogród são heterogêneos em termos de espécies devido à grande fragmentação das fazendas.
Tarnogród também é um centro de cultivo de tabaco, mas o tabaco atualmente é de difícil venda, o que desestimula a produção. Ao estabelecer cooperação com a fábrica de processamento de frutas e vegetais em Leżajsk, o mercado de morangos, de vários tipos de frutas e legumes está sendo aberto em Tarnogród.
Além da indústria agrícola, a empresa Tarmet (antiga Metalowiec) opera em Tarnogród desde 1953, produzindo caixas registradoras de aço, cofres, estantes metálicas, cercas, portões e portas de garagens. Outras fábricas de produção incluem a GS “Samopomoc Chłopska”, PPU Tarbex, uma leiteria e duas padarias. A indústria pouco desenvolvida de Tarnogród tem um efeito positivo no meio ambiente — a poluição é mínima.
O comércio é tradicionalmente centrado em torno da praça principal em Tarnogród. A maior variedade de mercadorias está localizada em uma loja de departamentos construída na época da República Popular da Polônia (comumente conhecida como WuDeT, do antigo nome de Wiejski Dom Towarowy) na rua Partyzantów. A segunda maior loja de departamentos é o pavilhão na parte oeste da praça principal, que vende principalmente produtos agrícolas. Em Tarnogród, numa praça vulgarmente conhecida como Targowica, realizam-se feiras semanais que atraem vendedores e comerciantes de várias dezenas de quilômetros de distância. Estas feiras, realizadas sempre às terças-feiras, são uma tradição secular, iniciada no foral da vila.

## Infraestrutura

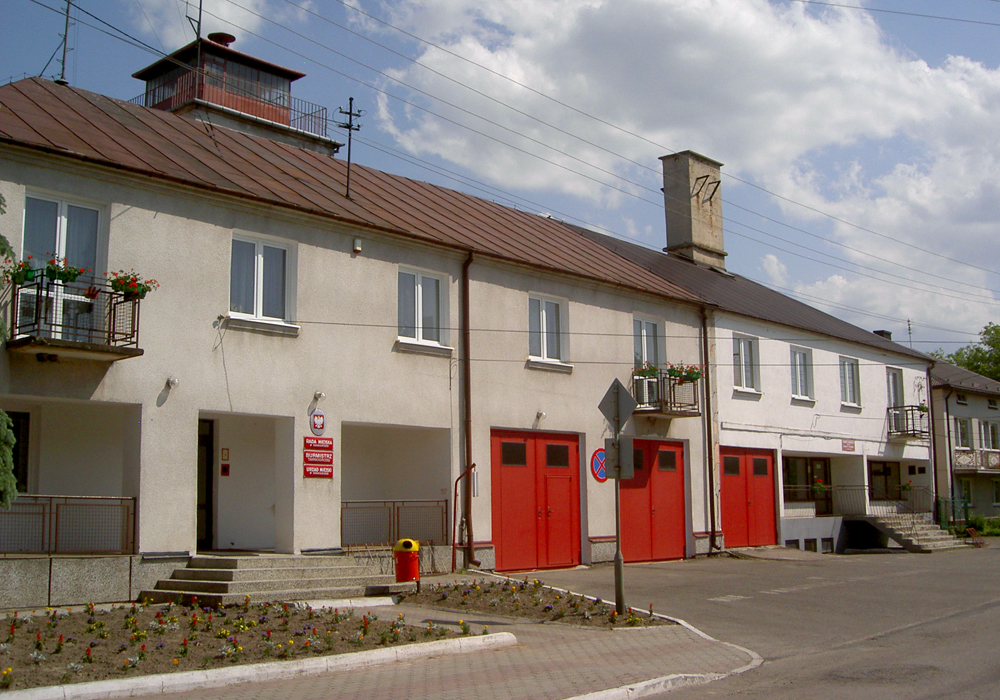
Escritório da cidade e da comuna de Tarnogród, juntamente com o corpo de bombeiros na rua Kościuszki

A cidade e a comuna de Tarnogród têm uma infraestrutura relativamente boa. Em 1997, o município recebeu o título de Município como nenhum outro na área de serviços municipais por organizar a primeira rede de gás da Polônia fora do sistema nacional de distribuição de gás. Desde 15 de agosto de 2008, o gás do campo de Tarnogród — Wola Różaniecka, é fornecido ao sistema nacional de gás e consumido pelos usuários finais como recurso energético. Em 2006, o município de Tarnogród foi premiado com o terceiro lugar na classificação de municípios da voivodia de Lublin na categoria de municípios urbano-rurais, organizado pela União de Municípios da Região de Lublin.

### Abastecimento
Tarnogród tem sua própria rede de gás natural, já mencionada, baseada no gás explorado desde 1993 na mina de Wola Różaniecka pela Sanok Oil and Gas Company. Mais de 700 residências estão conectadas ao gasoduto. O preço do gás de Tarnogród para uso privado é 25% menor do que o preço nacional e os agricultores pagam apenas metade da taxa estabelecida. Durante o ano, os residentes do município de Tarnogród usam mais de 1 460.000 m³ de gás.
Em agosto de 2008, a mina foi conectada à rede nacional e o preço do gás mudou.
Após a descoberta de depósitos de petróleo por funcionários da Geofizyka Toruń no condado de Biłgoraj, há uma alta probabilidade da presença de depósitos de petróleo perto de Tarnogród, já que ambos os recursos energéticos — gás e petróleo — são encontrados frequentemente juntos ou próximos um do outro.
Há 1 085 domicílios rurais conectados à rede de abastecimento de água, e a rede tem um total de 1 358 conexões domiciliares. A cidade de Tarnogród tem sua própria estação de tratamento de águas residuais na rua Biłgorajska. A rede de águas residuais da cidade é bem desenvolvida.

### Comunicação
As comunicações telefônicas automáticas são usadas por 1 035 assinantes. Não há transporte público em Tarnogród. O principal ponto de transportes é o ponto de ônibus na praça principal, com paradas adicionais perto da escola primária e em Przedmieście Błonia, servida por transporte suburbano. Atualmente, uma rotatória foi concluída na praça principal, melhorando significativamente a travessia do cruzamento anteriormente problemático das principais estradas provinciais.

### Prédios municipais
Os principais edifícios administrativos da cidade são o Gabinete da Cidade e Comuna com um quartel de bombeiros na rua Kościuszko e o antigo edifício do Gabinete Municipal (palácio) na rua João Paulo II. A comuna também possui a mansão Zającówka e dois edifícios residenciais na rua Ogrodowa; prédios econômicos, tecnológicos e administrativos do antigo matadouro, açougue e olaria (incluindo fornalha e galpões); armazém na praça principal, quiosque de estanho na rua Targowa, estádio com pavilhão esportivo e arquibancada, além de abrigos para a rodoviária e pontos de ônibus.

### Saúde e outros
Os cuidados de saúde são prestados pelo: Hospital Distrital (fundado em 1910) — atualmente é uma sucursal do Hospital de Biłgoraj e da Clínica Distrital de Tarnogród, bem como consultórios médicos e dentários particulares. Existem quatro farmácias na cidade. Os Bombeiros Voluntários operam em Tarnogród desde 1920. A delegacia de polícia está localizada na rua João Paulo II. Em Tarnogród havia uma estação de medição do Instituto de Meteorologia de Cracóvia, mas foi fechada na virada das décadas de 1980 e 1990.

## Transportes

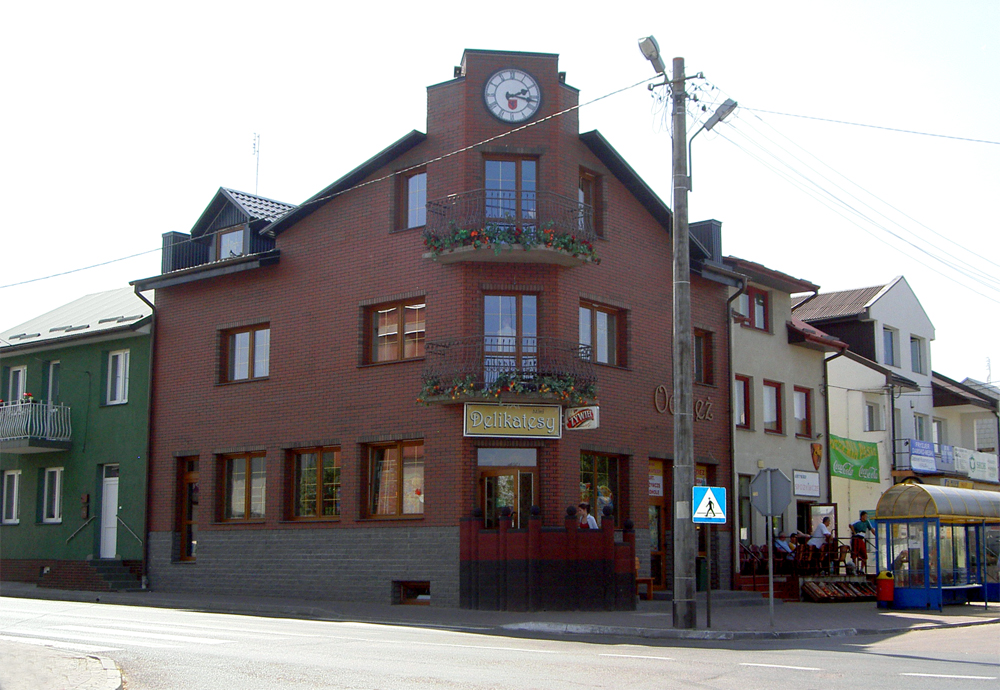
Rodoviária no centro da cidade

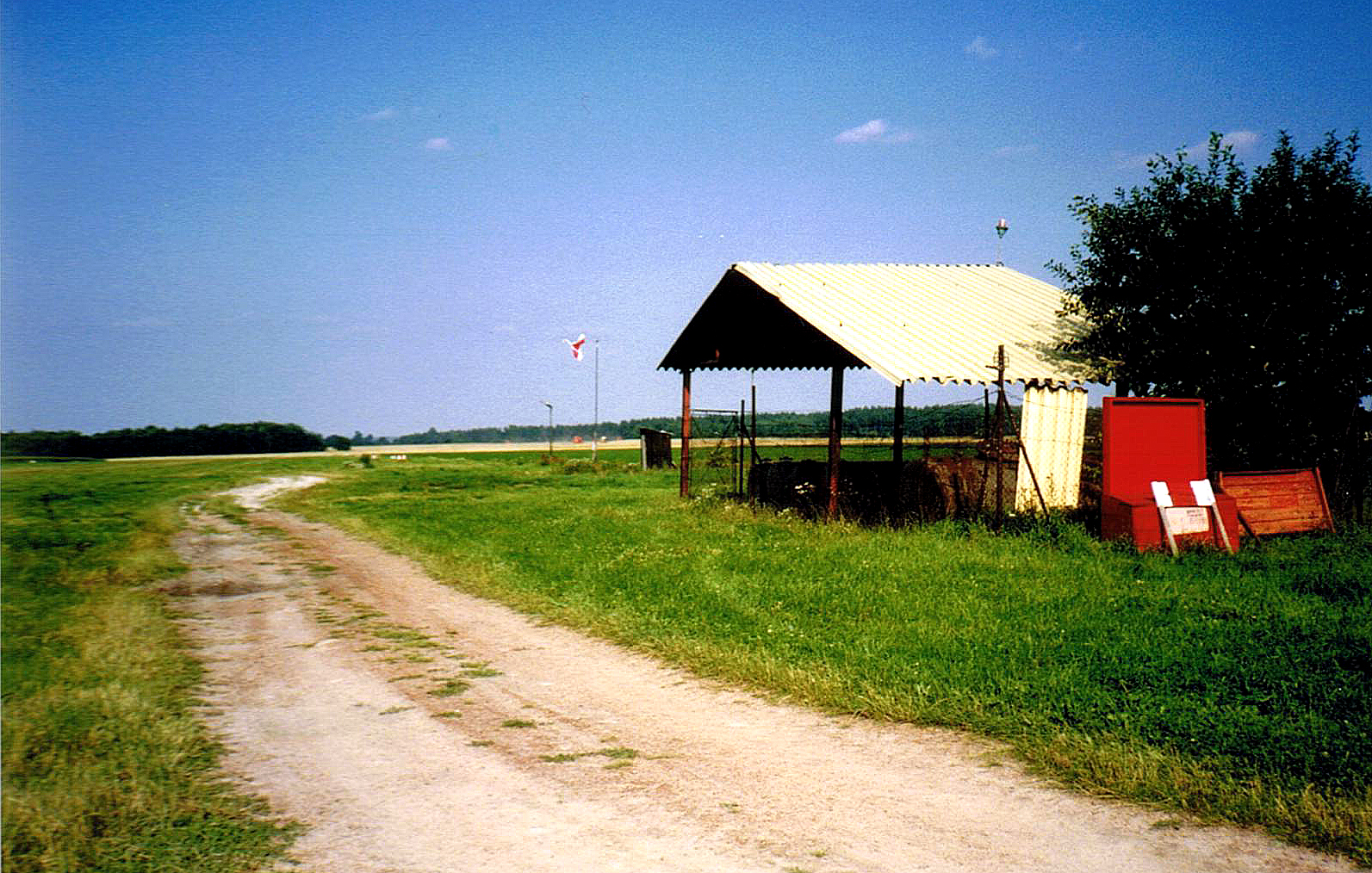
Antigo aeroporto da fazenda estatal em Tarnogród

### Transporte rodoviário
Tarnogród é um entroncamento rodoviário. As seguintes estradas provinciais se cruzam no centro da cidade:
- Estrada provincial n.º 835: direção Lublin — Biłgoraj — Tarnogród — Przeworsk
- Estrada provincial n.º 863: direção Rudnik nad Sanem — Kopki — Tarnogród — Cieszanów

Além disso, existem duas estradas comunais de Tarnogród: para Biszcza e para Korchów Pierwszy.
Por um pequeno trecho de estrada de terra, pode-se ir de Tarnogród a Jastrzębiec (localizado em um meandro específico da voivodia da Subcarpácia, próximo à cidade) e de lá até Leżajsk (a rota mais curta).
Distâncias selecionadas: Biłgoraj — 22 km, Leżajsk — 28 km, Jarosław — 43 km, Zamość — 65 km, Rzeszów — 70 km, Przemyśl — 70 km, Tarnobrzeg — 85 km, Lublin — 110 km, Cracóvia — 225 km, Varsóvia — 265 km.

#### Transporte por ônibus
Graças ao entroncamento rodoviário, Tarnogród tem ligações de ônibus convenientes, tanto locais como de longa distância.

### Transporte ferroviário
Não há ferrovias em Tarnogród. As estações ferroviárias mais próximas são: Biłgoraj, Tryńcza e Leżajsk.
Nos anos 1940–1941, uma linha férrea de bitola estreita de Rozwadów — Krzeszów — Tarnogród — Zamch — Cieszanów passava por Tarnogród. Foi construída pelos alemães para entregar materiais de construção a armazéns perto da linha de demarcação (Pacto Molotov-Ribbentrop). Até hoje, um aterro residual foi preservado com lajes de concreto atualmente usadas como estrada de terra.

### Transporte aéreo
A leste da cidade, na rua Lubaczowska, há um pequeno aeródromo agrícola (código IATA: DGX), que foi usado em 1985–1997. São cerca de 70 km de Tarnogród até o aeroporto internacional de Rzeszów-Jasionka.

## Cultura

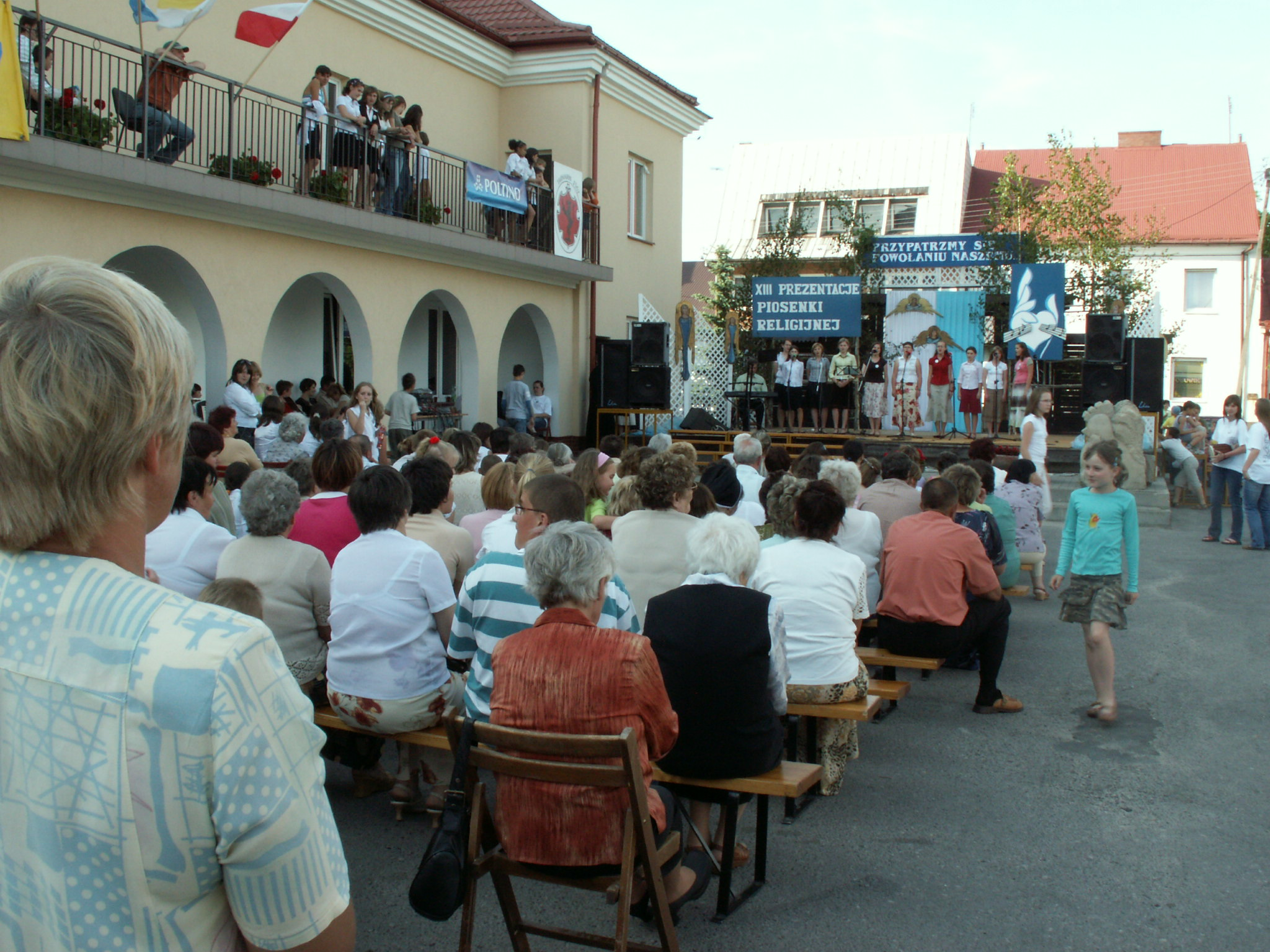
Apresentações de Canto Religioso em 2007 em frente à Casa da Cultura

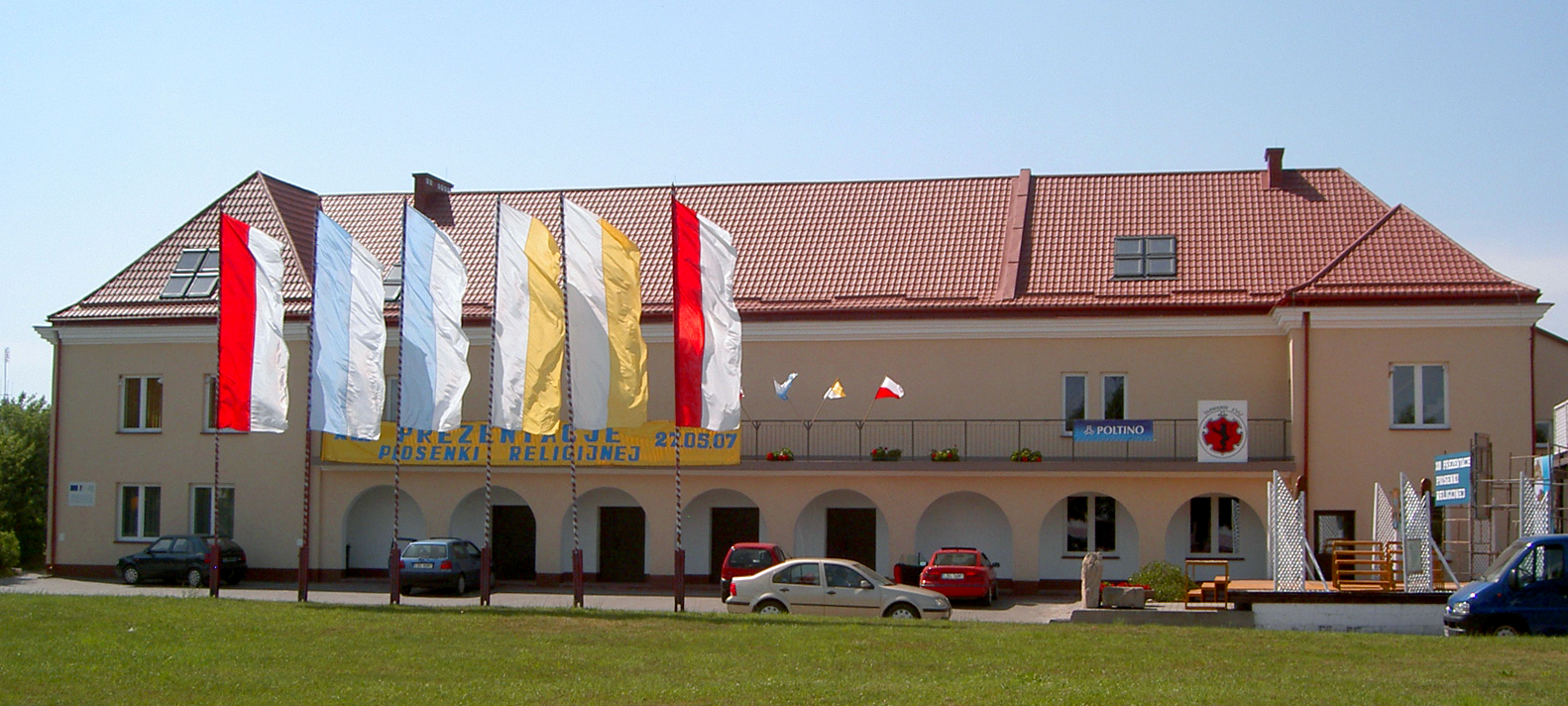
Casa da Cultura em Tarnogród em 2007

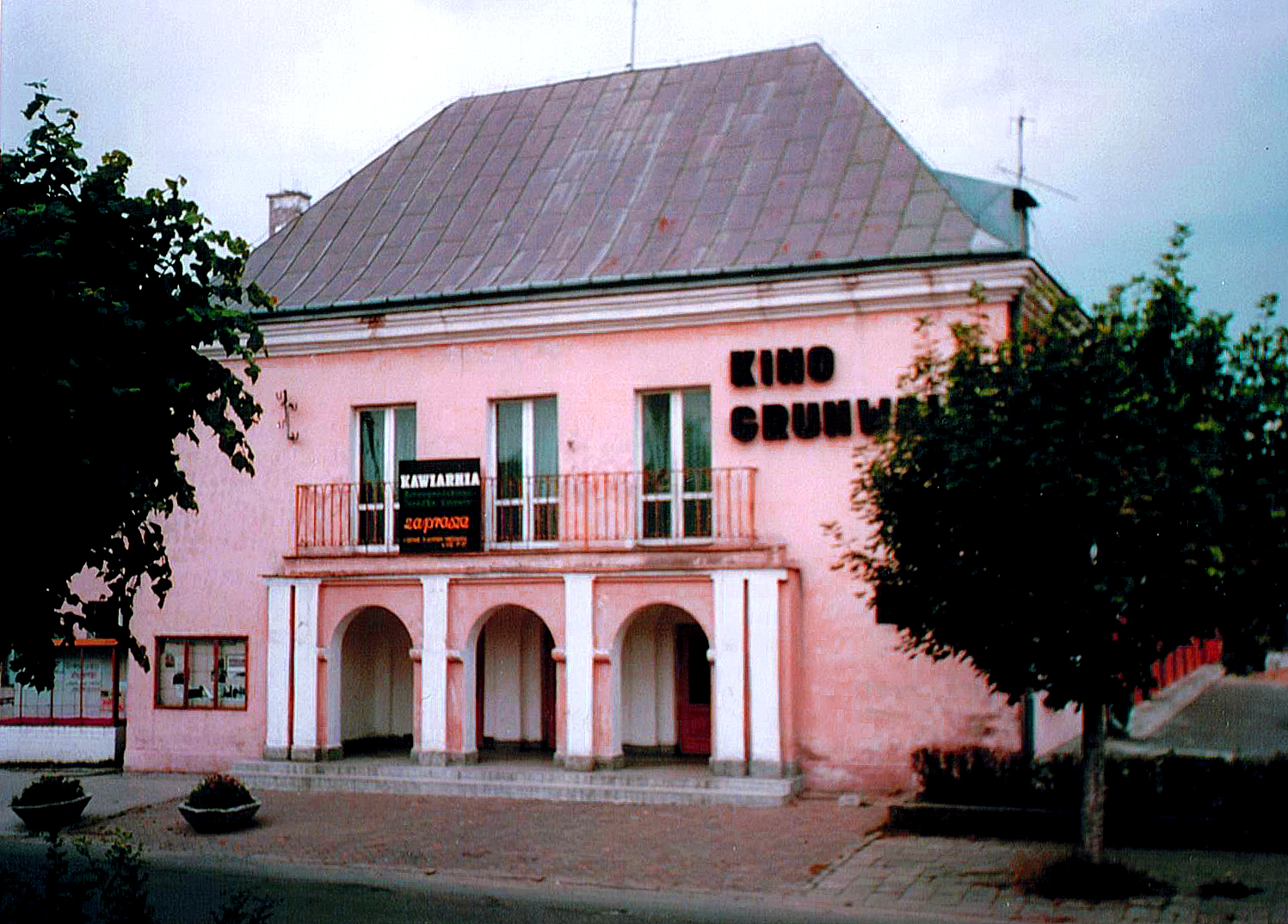
Foto da parede sul do Centro Cultural de 1993 (naqueles anos havia o cinema Grunwald lá)

### Centro cultural
As atividades culturais são realizadas pelo Centro Cultural de Tarnogród (TOK), que dirige ou hospeda grupos teatrais, de canto, dança, musicais, um clube de idosos, etc. A Tarnogrodzka Kapela Ludowa (música tradicional e a Strażacka Orkiestra Dęta (banda de música) estão ativas em Tarnogród há muitos anos. O Centro tem dois palcos: o principal, na antiga sala de cinema (no térreo), e um segundo palco ao ar livre, em frente à fachada leste do edifício.
Todos os anos, no verão, Tarnogród recebe um Dia da Cidade chamado Dias do Patrimônio Cultural e um festival de música chamado Apresentações de Canções Religiosas.

#### História
O Centro Cultural de Tarnogród, inicialmente com o nome de Tarnogrodzki Dom Kultury (TDK), foi fundado em 1956. O principal patrimônio da instituição era o “Cinema Grunwald” com sala para 250 lugares, que sobreviveu até o final da década de 1980 (hoje, este local — equipado com um grande palco — é utilizado para outros eventos culturais e de entretenimento). Havia também uma “Biblioteca Gromadzka” (no início dos anos 1990 mudou-se para uma sinagoga reformada e temporariamente com uma filial em um edifício próximo na praça principal). Originalmente, a Casa da Cultura também tinha: no primeiro andar — o Klub Rolnika (mais tarde uma discoteca) e no segundo andar (no sótão) — um café e uma loja.
Inicialmente, a gestão do Centro Cultural colaborou com, entre outros, com o Teatro Juliusz Osterwa em Lublin, que fazia apresentações teatrais várias vezes ao ano. Também foram organizadas palestras de palestrantes não locais (de várias áreas), bem como encontros de residentes com escritores (incluindo Władysław Broniewski) e estudantes estrangeiros.

#### Edifício
A aparência original do edifício com arcadas e varandas características foi prejudicada ao longo dos anos pela falta de reformas e pela permissão para criar lojas nas arcadas da fachada leste. Fechar as arcadas e cobrir o balcão principal com letras maiúsculas formando a palavra “Casa da Cultura” alterou significativamente a arquitetura do edifício. Só no início do século XXI é que se procedeu a uma profunda renovação do centro, ao mesmo tempo que se demoliam as lojas nas arcadas e nas salas dos fundos, e removendo as letras da varanda, o letreiro do cinema Grunwald e outros anúncios (mesmo o anúncio da Assembleia Rural). Agora as fachadas principais da Casa da Cultura (sul e leste) têm novamente sua aparência representativa original.

### Folclore

#### Teatro rural polonês
Em fevereiro, a Assembleia Interprovincial dos Conjuntos de Teatro Rural é realizada em Tarnogród, uma das cinco — ao lado das assembleias de Bukówiec Górny, Stoczek Łukowski, Bukowina Tatrzańska e Piła (a Polônia está dividida em 5 assembleias regionais).
No outono (outubro/novembro) a grande final é realizada em Tarnogród, ou seja, a Assembleia Nacional dos Teatros Rurais poloneses, sendo uma promoção das realizações mais valiosas de todo o ano. Graças a estas assembleias, realizadas regularmente desde 1975 (inicialmente como Sejmiki Teatralne, nome atual desde 1984), Tarnogród ganhou a reputação de Capital dos Teatros Rurais poloneses.
| Atividade                             | Fundação |
| ------------------------------------- | -------- |
| Orquestra de metais                   | 1956     |
| Banda folclórica                      | 1976     |
| Clube sênior                          | 1976     |
| Różaniec – Conjunto de Cantores       | 1979     |
| Gryf – Grupo de Dança Folclórica      | 1983     |
| Granda – Grupo de Dança Infantil      | 1989     |
| Koliber – Grupo de dança de salão     | 1990     |
| Buba-Z – Banda de música              | 1991     |
| Kinder Garten – Banda de música       | 1994     |
| Mały Gryf – Grupo de Dança Folclórica | 1999     |

#### Traje folclórico
O traje folclórico específico de Biłgoraj e Tarnogród vem da vizinhança de Tarnogród e Biłgoraj; especialmente o traje feminino é incomum porque o branco prevalece nele (a maioria dos trajes folclóricos poloneses são coloridos). O traje é considerado um dos mais próximos dos antigos trajes eslavos. Foi usado até a virada dos séculos XIX e XX.

#### Arte folclórica
Tarnogród sempre foi famosa pelo artesanato no campo da arte popular. Os mais populares eram os produtos de entrançar (principalmente feitos de vime, palha de centeio, junco, taboas e raízes de pinheiro, abeto e zimbro) e os feitos em casa (produtos artísticos feitos de palha). Entre os produtos caseiros utilizados, destacam-se cestos, abajures, enfeites para árvores de Natal, guirlandas e mobiliário.
Na década de 1960, no Tarnogród independente, havia ainda: Cooperativa de Trabalho de Produtos Czapniczo-Modniar, Cooperativa de Trabalho de Produtos de Palha e Cooperativa de Bordados “Moda” em Lublin. Havia também a Zespół Słomkowy Tarnogród, empregando cerca de 40 camponeses de Tarnogród, Luchów Górny e Luchów Dolny.

#### Culinária
A especificidade da cidade é piróg tarnogrodzki, um prato parecido com patê, assado com trigo-sarraceno e batatas. Piróg (não bolinho!) é um prato bastante conhecido na região, registrado como produto regional. Outros pratos típicos da região de Tarnogród são: krupiak, cebularz e kulasza (à base de batatas e torresmos).

## Imprensa
A revista local da cidade é Kwartalnik Tarnogrodzki, publicada desde 1999 pela Tarnogrodzkie Towarzystwo Regionalne (TTR), criada em 1995. Outra revista popular é Tygodnik Zamojski, que, no entanto, cobre a região de Tarnogród em menor escala.

## Religião

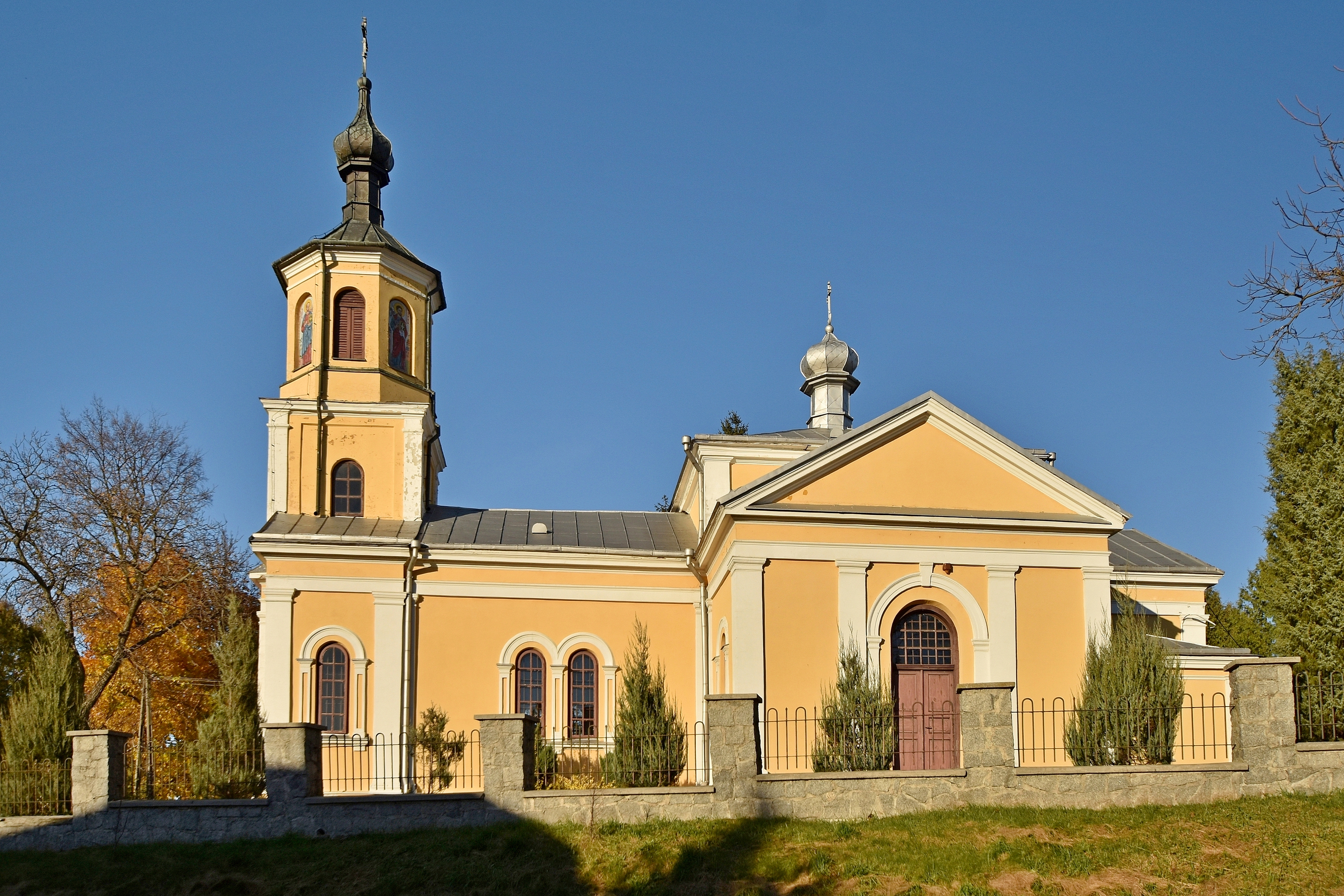
Igreja ortodoxa de São Jorge (1870–1875)

Tarnogród era tradicionalmente uma cidade de três religiões: católica, judaica e ortodoxa, o que ainda é evidenciado pelos templos de Tarnogród (igrejas, uma igreja ortodoxa e uma sinagoga). Em 1921, o número de residentes de Tarnogród da fé mosaica (quase metade da população) excedeu o número de habitantes católicos, enquanto os cristãos ortodoxos representavam menos de 13% da população de Tarnogród.
Hoje, Tarnogród tem a maior concentração de cristãos ortodoxos do condado de Biłgoraj; há também uma das duas paróquias ortodoxas no condado (Santíssima Trindade) e uma das poucas na região de Lublin. Atualmente, ela tem cerca de 240 fiéis (a outra paróquia fica em Biłgoraj, que assumiu alguns dos fiéis da paróquia de Tarnogród). A igreja ortodoxa da Santíssima Trindade em Tarnogród é a única na área do atual condado de Biłgoraj que não foi destruída ou assumida por outra denominação durante a ação de reivindicação de propriedade da igreja conduzida nos anos 1918-1938 pelo governo da Segunda República da Polônia. Isso provavelmente se deveu a uma carta secreta datada de 4 de dezembro de 1921 do starosta de Biłgoraj na qual ele propõe a preservação das paróquias em Kulno (agora localizada na voivodia da Subcarpácia, um ramo ativo da igreja ortodoxa em Tarnogród), Babice (desde 1954 uma igreja católica) e Tarnogród.
Tarnogród é a sede da forania de Tarnogród, uma das 19 foranias da Diocese católica de Zamość-Lubaczów. Com uma população de aproximadamente 27 000 fiéis, a forania compreende nove paróquias, incluindo a paróquia da Transfiguração do Senhor em Tarnogród (5 600 fiéis). Essa paróquia, que também inclui os vilarejos de Korchów Pierwszy, Korchów Drugi, Luchów, Płusy e Wola Różaniecka, tem, além da igreja paroquial, duas igrejas subsidiárias: a de São Roque em Tarnogród e a de Nossa Senhora do Escapulário em Wola Różaniecka. A paróquia também possui uma capela perto do hospital em Tarnogród e uma capela em Płusy. A festa indulgenciada de Tarnogród ocorre em 6 de agosto (na igreja paroquial) e em 16 de agosto (na igreja filial).

## Esportes
Em Tarnogród, existe o Klub Sportowy Olimpiakos Tarnogród — um clube de futebol amador, fundado em 1966 como LZS Start Tarnogród. As cores oficiais do time são verde e vermelho, mas atualmente os jogadores jogam com branco e azul ou branco e vermelho. O maior sucesso da equipe é a participação em jogos de futebol na classe inter-voivodia de Chełm e Zamość. No passado, o clube também tinha uma seção de tênis de mesa e xadrez. Atualmente, a equipe sênior joga no grupo I da classe A de Zamość. O Olimpiakos joga no estádio situado em Tarnogród, distrito de Targowica, com capacidade para 1 500 espectadores.
Além do estádio (98 × 62,5 m), todos os distritos de Tarnogród possuem campos de futebol e vôlei. Em Tarnogród também existe um pavilhão esportivo no complexo escolar.